# Liste des matchs de l'équipe de Bahreïn de football par adversaire
Cette liste présente les matchs de l'équipe de Bahreïn de football par adversaire rencontré.
- Haut – A
- B
- C
- D
- E
- F
- G
- H
- I
- J
- K
- L
- M
- N
- O
- P
- Q
- R
- S
- T
- U
- V
- W
- X
- Y
- Z

## A

### Albanie

#### Confrontations
Confrontations entre Bahreïn et l'Albanie :
|   | Date            | Lieu  | Match             | Score | Compétition  |
| - | --------------- | ----- | ----------------- | ----- | ------------ |
| 1 | 17 janvier 2002 | Riffa | Bahreïn - Albanie | 3-0   | Match amical |

#### Bilan
Au 28 décembre 2022 :
- Total de matchs disputés : 1
- Victoires de Bahreïn : 1
- Matchs nuls : 0
- Victoires de l'Albanie : 0
- Total de buts marqués par Bahreïn : 3
- Total de buts marqués par l'Albanie : 0

### Algérie

#### Confrontations
Confrontations entre Bahreïn et l'Algérie :
|   | Date        | Lieu  | Match             | Score | Compétition  |
| - | ----------- | ----- | ----------------- | ----- | ------------ |
| 1 | 19 mai 1992 | Riffa | Bahreïn - Algérie | 0-0   | Match amical |

#### Bilan
Au 28 décembre 2022 :
- Total de matchs disputés : 1
- Victoires de Bahreïn : 0
- Matchs nuls : 1
- Victoires de l'Algérie : 0
- Total de buts marqués par Bahreïn : 0
- Total de buts marqués par l'Algérie : 0

### Arabie saoudite

#### Confrontations
Confrontations entre Bahreïn et l'Arabie saoudite :
|    | Date              | Lieu          | Match                     | Score    | Compétition                                                      |
| -- | ----------------- | ------------- | ------------------------- | -------- | ---------------------------------------------------------------- |
| 1  | 30 mars 1970      | Madinat 'Isa  | Bahreïn - Arabie saoudite | 0-0      | Coupe du Golfe des nations 1970 (en)                             |
| 2  | 28 mars 1972      | Riyad         | Arabie saoudite - Bahreïn | 2-1      | Coupe du Golfe des nations 1972 (en)                             |
| 3  | 21 mars 1974      | Koweït        | Arabie saoudite - Bahreïn | 4-1      | Coupe du Golfe des nations 1974 (en) (gr. B)                     |
| 4  | 8 avril 1976      | Doha          | Bahreïn - Arabie saoudite | 2-1      | Coupe du Golfe des nations 1976 (en)                             |
| 5  | 2 avril 1979      | Bagdad        | Bahreïn - Arabie saoudite | 1-1      | Coupe du Golfe des nations 1979 (en)                             |
| 6  | 28 mars 1981      | Riyad         | Arabie saoudite - Bahreïn | 1-0      | Tours préliminaires à la Coupe du monde 1982 (Zone Asie - gr. 2) |
| 7  | 2 avril 1982      | Abou Dabi     | Arabie saoudite - Bahreïn | 2-2      | Coupe du Golfe des nations 1982 (en)                             |
| 8  | 26 mars 1984      | Mascate       | Arabie saoudite - Bahreïn | 2-0      | Coupe du Golfe des nations 1984 (en)                             |
| 9  | 25 mars 1986      | Manama        | Bahreïn - Arabie saoudite | 2-1      | Coupe du Golfe des nations 1986 (en)                             |
| 10 | 9 mars 1988       | Riyad         | Arabie saoudite - Bahreïn | 1-0      | Coupe du Golfe des nations 1988 (en)                             |
| 11 | 9 décembre 1988   | Doha          | Arabie saoudite - Bahreïn | 1-1      | Coupe d'Asie des nations 1988 (gr. 2)                            |
| 12 | 28 novembre 1992  | Doha          | Bahreïn - Arabie saoudite | 2-1      | Coupe du Golfe des nations 1992 (en)                             |
| 13 | 10 novembre 1994  | Abou Dabi     | Bahreïn - Arabie saoudite | 1-3      | Coupe du Golfe des nations 1994 (en)                             |
| 14 | 21 octobre 1996   | Mascate       | Arabie saoudite - Bahreïn | 3-1      | Coupe du Golfe des nations 1996 (en)                             |
| 15 | 2 novembre 1998   | Manama        | Bahreïn - Arabie saoudite | 1-1      | Coupe du Golfe des nations 1998 (en)                             |
| 16 | 17 août 2001      | Riyad         | Arabie saoudite - Bahreïn | 1-1      | Tour préliminaire à la Coupe du monde 2002 (zone Asie, 2e tour)  |
| 17 | 21 septembre 2001 | Riffa         | Bahreïn - Arabie saoudite | 0-4      | Tour préliminaire à la Coupe du monde 2002 (zone Asie, 2e tour)  |
| 18 | 21 janvier 2002   | Riyad         | Arabie saoudite - Bahreïn | 3-1      | Coupe du Golfe des nations 2002 (en)                             |
| 19 | 17 décembre 2002  | Koweït        | Arabie saoudite - Bahreïn | 2-1      | Coupe arabe des nations 2002 (gr. B)                             |
| 20 | 30 décembre 2002  | Koweït        | Arabie saoudite - Bahreïn | 1-0 (ap) | Coupe arabe des nations 2002 (finale)                            |
| 21 | 1er janvier 2004  | Koweït        | Bahreïn - Arabie saoudite | 0-1      | Coupe du Golfe des nations 2003 (en)                             |
| 22 | 10 décembre 2004  | Doha          | Bahreïn - Arabie saoudite | 3-0      | Coupe du Golfe des nations 2004 (en) (gr. B)                     |
| 23 | 27 mai 2005       | Riyad         | Arabie saoudite - Bahreïn | 1-1      | Match amical                                                     |
| 24 | 9 août 2006       | Dammam        | Arabie saoudite - Bahreïn | 1-0      | Match amical                                                     |
| 25 | 18 janvier 2007   | Abou Dabi     | Arabie saoudite - Bahreïn | 2-1      | Coupe du Golfe des nations 2007 (en) (gr. A)                     |
| 26 | 18 juillet 2007   | Palembang     | Arabie saoudite - Bahreïn | 4-0      | Coupe d'Asie des nations 2007 (gr. D)                            |
| 27 | 12 novembre 2008  | Riyad         | Arabie saoudite - Bahreïn | 4-0      | Match amical                                                     |
| 28 | 23 décembre 2008  | Riffa         | Bahreïn - Arabie saoudite | 1-0      | Match amical                                                     |
| 29 | 5 septembre 2009  | Riffa         | Bahreïn - Arabie saoudite | 0-0      | Éliminatoires de la Coupe du monde 2010, zone Asie (5e tour)     |
| 30 | 9 septembre 2009  | Riyad         | Arabie saoudite - Bahreïn | 2-2      | Éliminatoires de la Coupe du monde 2010, zone Asie (5e tour)     |
| 31 | 31 décembre 2010  | Riffa         | Bahreïn - Arabie saoudite | 0-1      | Match amical                                                     |
| 32 | 15 décembre 2012  | Al Farwaniyah | Bahreïn - Arabie saoudite | 1-0      | Championnat d'Asie de l'Ouest 2012 (gr. B)                       |
| 33 | 16 novembre 2014  | Riyad         | Arabie saoudite - Bahreïn | 3-0      | Coupe du Golfe des nations 2014 (gr. A)                          |
| 34 | 30 décembre 2014  | Geelong       | Bahreïn - Arabie saoudite | 4-1      | Match amical                                                     |
| 35 | 7 août 2019       | Erbil         | Bahreïn - Arabie saoudite | 0-0      | Championnat d'Asie de l'Ouest 2019 (en)                          |
| 36 | 30 novembre 2019  | Doha          | Bahreïn - Arabie saoudite | 0-2      | Coupe du Golfe des nations 2019 (en) (gr. B)                     |
| 37 | 8 décembre 2019   | Doha          | Bahreïn - Arabie saoudite | 1-0      | Coupe du Golfe des nations 2019 (en) (finale)                    |

#### Bilan
Au 28 décembre 2022 :
- Total de matchs disputés : 37
- Victoires de Bahreïn : 8
- Matchs nuls : 10
- Victoires de l'Arabie saoudite : 19
- Total de buts marqués par Bahreïn : 32
- Total de buts marqués par l'Arabie saoudite : 57

### Australie

#### Confrontations
Confrontations entre Bahreïn et l'Australie :
|   | Date             | Lieu   | Match               | Score | Compétition                                                        |
| - | ---------------- | ------ | ------------------- | ----- | ------------------------------------------------------------------ |
| 1 | 22 février 2006  | Riffa  | Bahreïn - Australie | 1-3   | Tour préliminaire à la Coupe d'Asie des nations 2007 (gr. D)       |
| 2 | 11 octobre 2006  | Sydney | Australie - Bahreïn | 2-0   | Tour préliminaire à la Coupe d'Asie des nations 2007 (gr. D)       |
| 3 | 19 novembre 2008 | Riffa  | Bahreïn - Australie | 0-1   | Éliminatoires de la Coupe du monde 2010, zone Asie, quatrième tour |
| 4 | 10 juin 2009     | Sydney | Australie - Bahreïn | 2-0   | Éliminatoires de la Coupe du monde 2010, zone Asie, quatrième tour |
| 5 | 18 janvier 2011  | Doha   | Australie - Bahreïn | 1-0   | Coupe d'Asie des nations 2011 (gr. A)                              |

#### Bilan
Au 28 décembre 2022 :
- Total de matchs disputés : 5
- Victoires de Bahreïn : 0
- Matchs nuls : 0
- Victoires de l'Australie : 5
- Total de buts marqués par Bahreïn : 1
- Total de buts marqués par l'Australie : 9

### Azerbaïdjan

#### Confrontations
Confrontations entre Bahreïn et l'Azerbaïdjan :
|   | Date            | Lieu  | Match                 | Score | Compétition  |
| - | --------------- | ----- | --------------------- | ----- | ------------ |
| 1 | 15 octobre 2008 | Riffa | Bahreïn - Azerbaïdjan | 1-2   | Match amical |
| 2 | 15 août 2012    | Bakou | Azerbaïdjan - Bahreïn | 3-0   | Match amical |
| 3 | 9 octobre 2019  | Riffa | Bahreïn - Azerbaïdjan | 2-3   | Match amical |

#### Bilan
Au 28 décembre 2022 :
- Total de matchs disputés : 3
- Victoires de Bahreïn : 0
- Matchs nuls : 0
- Victoires de l'Azerbaïdjan : 3
- Total de buts marqués par Bahreïn : 3
- Total de buts marqués par l'Azerbaïdjan : 8b

## B

### Bangladesh

#### Confrontations
Confrontations entre Bahreïn et le Bangladesh :
|   | Date             | Lieu         | Match                | Score | Compétition                                                         |
| - | ---------------- | ------------ | -------------------- | ----- | ------------------------------------------------------------------- |
| 1 | 8 septembre 1979 | Séoul        | Bahreïn - Bangladesh | 2-0   | Coupe du Président 1979 (gr. A)                                     |
| 2 | 8 juin 2022      | Kuala Lumpur | Bahreïn - Bangladesh | 2-0   | Éliminatoires de la Coupe d'Asie des nations 2023 (3e tour - gr. E) |

#### Bilan
Au 28 décembre 2022 :
- Total de matchs disputés : 2
- Victoires de Bahreïn : 2
- Matchs nuls : 0
- Victoires du Bangladesh : 0
- Total de buts marqués par Bahreïn : 4
- Total de buts marqués par le Bangladesh : 0

### Biélorussie

#### Confrontations
Confrontations entre Bahreïn et la Biélorussie :
|   | Date         | Lieu     | Match                 | Score | Compétition  |
| - | ------------ | -------- | --------------------- | ----- | ------------ |
| 1 | 29 mars 2022 | Muharraq | Bahreïn - Biélorussie | 0-1   | Match amical |

#### Bilan
Au 28 décembre 2022 :
- Total de matchs disputés : 1
- Victoires de Bahreïn : 0
- Matchs nuls : 0
- Victoires de la Biélorussie : 1
- Total de buts marqués par Bahreïn : 0
- Total de buts marqués par la Biélorussie : 1

### Birmanie

#### Confrontations
Confrontations entre Bahreïn et la Birmanie :
|   | Date            | Lieu         | Match              | Score | Compétition                                                  |
| - | --------------- | ------------ | ------------------ | ----- | ------------------------------------------------------------ |
| 1 | 10 octobre 2003 | Kuala Lumpur | Bahreïn - Birmanie | 3-1   | Tour préliminaire à la Coupe d'Asie des nations 2004 (gr. F) |
| 2 | 20 octobre 2003 | Riffa        | Bahreïn - Birmanie | 4-0   | Tour préliminaire à la Coupe d'Asie des nations 2004 (gr. F) |
| 3 | 16 octobre 2018 | Riffa        | Bahreïn - Birmanie | 4-1   | Match amical                                                 |
| 4 | 27 mai 2022     | Thanyaburi   | Birmanie - Bahreïn | 0-2   | Match amical                                                 |

#### Bilan
Au 28 décembre 2022 :
- Total de matchs disputés : 4
- Victoires de Bahreïn : 4
- Matchs nuls : 0
- Victoires de la Birmanie : 0
- Total de buts marqués par Bahreïn : 13
- Total de buts marqués par la Birmanie : 2

### Bosnie-Herzégovine

#### Confrontations
Confrontations entre Bahreïn et la Bosnie-Herzégovine :
|   | Date         | Lieu      | Match                        | Score | Compétition  |
| - | ------------ | --------- | ---------------------------- | ----- | ------------ |
| 1 | 23 juin 2001 | Shah Alam | Bahreïn - Bosnie-Herzégovine | 0-1   | Match amical |

#### Bilan
Au 28 décembre 2022 :
- Total de matchs disputés : 1
- Victoires de Bahreïn : 0
- Matchs nuls : 0
- Victoires de la Bosnie-Herzégovine : 1
- Total de buts marqués par Bahreïn : 0
- Total de buts marqués par la Bosnie-Herzégovine : 1

### Burkina Faso

#### Confrontations
Confrontations entre Bahreïn et le Burkina Faso :
|   | Date              | Lieu  | Match                  | Score | Compétition  |
| - | ----------------- | ----- | ---------------------- | ----- | ------------ |
| 1 | 21 septembre 2001 | Riffa | Bahreïn - Burkina Faso | 2-1   | Match amical |
| 2 | 20 août 2008      | Riffa | Bahreïn - Burkina Faso | 3-1   | Match amical |
| 3 | 26 décembre 2012  | Riffa | Bahreïn - Burkina Faso | 0-0   | Match amical |

#### Bilan
Au 28 décembre 2022 :
- Total de matchs disputés : 3
- Victoires de Bahreïn : 2
- Matchs nuls : 1
- Victoires du Burkina Faso : 0
- Total de buts marqués par Bahreïn : 5
- Total de buts marqués par le Burkina Faso : 2

### Burundi

#### Confrontations
Confrontations entre Bahreïn et le Burundi :
|   | Date         | Lieu     | Match             | Score | Compétition  |
| - | ------------ | -------- | ----------------- | ----- | ------------ |
| 1 | 26 mars 2022 | Muharraq | Bahreïn - Burundi | 1-0   | Match amical |

#### Bilan
Au 28 décembre 2022 :
- Total de matchs disputés : 1
- Victoires de Bahreïn : 1
- Matchs nuls : 0
- Victoires du Burundi : 0
- Total de buts marqués par Bahreïn : 1
- Total de buts marqués par le Burundi : 0

## C

### Cambodge

#### Confrontations
Confrontations entre Bahreïn et le Cambodge :
|   | Date              | Lieu       | Match              | Score | Compétition                                                         |
| - | ----------------- | ---------- | ------------------ | ----- | ------------------------------------------------------------------- |
| 1 | 10 septembre 2019 | Phnom Penh | Cambodge - Bahreïn | 0-1   | Éliminatoires de la Coupe d'Asie des nations 2023 (2e tour - gr. C) |
| 2 | 3 juin 2021       | Riffa      | Bahreïn - Cambodge | 8-0   | Éliminatoires de la Coupe d'Asie des nations 2023 (2e tour - gr. C) |

#### Bilan
Au 28 décembre 2022 :
- Total de matchs disputés : 2
- Victoires de Bahreïn : 2
- Matchs nuls : 0
- Victoires du Cambodge : 0
- Total de buts marqués par Bahreïn : 9
- Total de buts marqués par le Cambodge : 0

### Canada

#### Confrontations
Confrontations entre Bahreïn et le Canada :
|   | Date             | Lieu         | Match            | Score | Compétition  |
| - | ---------------- | ------------ | ---------------- | ----- | ------------ |
| 1 | 11 novembre 2022 | Madinat 'Isa | Bahreïn - Canada | 2-2   | Match amical |

#### Bilan
Au 28 décembre 2022 :
- Total de matchs disputés : 1
- Victoires de Bahreïn : 0
- Matchs nuls : 1
- Victoires du Canada : 0
- Total de buts marqués par Bahreïn : 2
- Total de buts marqués par le Canada : 2

### Cap-Vert

#### Confrontations
Confrontations entre Bahreïn et le Cap-Vert :
|   | Date              | Lieu  | Match              | Score | Compétition  |
| - | ----------------- | ----- | ------------------ | ----- | ------------ |
| 1 | 23 septembre 2022 | Riffa | Bahreïn - Cap-Vert | 1-2   | Match amical |

#### Bilan
Au 28 décembre 2022 :
- Total de matchs disputés : 1
- Victoires de Bahreïn : 0
- Matchs nuls : 0
- Victoires du Cap-Vert : 1
- Total de buts marqués par Bahreïn : 1
- Total de buts marqués par le Cap-Vert : 2

### Chine

#### Confrontations
Confrontations entre Bahreïn et la Chine :
|   | Date              | Lieu      | Match           | Score | Compétition                           |
| - | ----------------- | --------- | --------------- | ----- | ------------------------------------- |
| 1 | 20 septembre 1986 | Pusan     | Chine - Bahreïn | 5-1   | Jeux asiatiques de 1986 (gr. B)       |
| 2 | 6 décembre 1988   | Doha      | Chine - Bahreïn | 1-0   | Coupe d'Asie des nations 1988 (gr. 2) |
| 3 | 5 octobre 1994    | Hiroshima | Chine - Bahreïn | 3-2   | Jeux asiatiques de 1994 (gr. A)       |
| 4 | 12 décembre 2002  | Manama    | Bahreïn - Chine | 2-2   | Match amical                          |
| 5 | 17 juillet 2004   | Pékin     | Chine - Bahreïn | 2-2   | Coupe d'Asie des nations 2004 (gr. A) |
| 6 | 11 août 2010      | Nankin    | Chine - Bahreïn | 1-1   | Match amical                          |
| 7 | 10 septembre 2018 | Riffa     | Bahreïn - Chine | 0-0   | Match amical                          |

#### Bilan
Au 28 décembre 2022 :
- Total de matchs disputés : 7
- Victoires de Bahreïn : 0
- Matchs nuls : 4
- Victoires de la Chine : 3
- Total de buts marqués par Bahreïn : 8
- Total de buts marqués par la Chine : 14

### Colombie

#### Confrontations
Confrontations entre Bahreïn et la Colombie :
|   | Date         | Lieu  | Match              | Score | Compétition  |
| - | ------------ | ----- | ------------------ | ----- | ------------ |
| 1 | 26 mars 2015 | Riffa | Bahreïn - Colombie | 0-6   | Match amical |

#### Bilan
Au 28 décembre 2022 :
- Total de matchs disputés : 1
- Victoires de Bahreïn : 0
- Matchs nuls : 0
- Victoires de la Colombie : 1
- Total de buts marqués par Bahreïn : 0
- Total de buts marqués par la Colombie : 6

### Congo

#### Confrontations
Confrontations entre Bahreïn et le Congo :
|   | Date        | Lieu  | Match           | Score | Compétition  |
| - | ----------- | ----- | --------------- | ----- | ------------ |
| 1 | 31 mai 2009 | Riffa | Bahreïn - Congo | 3-1   | Match amical |

#### Bilan
Au 28 décembre 2022 :
- Total de matchs disputés : 1
- Victoires de Bahreïn : 1
- Matchs nuls : 0
- Victoires du Congo : 0
- Total de buts marqués par Bahreïn : 3
- Total de buts marqués par le Congo : 1

### Corée du Nord

#### Confrontations
Confrontations entre Bahreïn et la Corée du Nord :
|   | Date             | Lieu         | Match                   | Score | Compétition                                                         |
| - | ---------------- | ------------ | ----------------------- | ----- | ------------------------------------------------------------------- |
| 1 | 25 mars 2005     | Pyongyang    | Corée du Nord - Bahreïn | 1-2   | Phase qualificative de la Coupe du monde 2006 (zone Asie, 2e tour)  |
| 2 | 17 août 2005     | Riffa        | Bahreïn - Corée du Nord | 2-3   | Phase qualificative de la Coupe du monde 2006 (zone Asie, 2e tour)  |
| 3 | 4 janvier 2011   | Riffa        | Bahreïn - Corée du Nord | 0-1   | Match amical                                                        |
| 4 | 2 novembre 2014  | Riffa        | Bahreïn - Corée du Nord | 2-2   | Match amical                                                        |
| 5 | 29 décembre 2018 | Madinat 'Isa | Bahreïn - Corée du Nord | 4-0   | Match amical                                                        |
| 6 | 3 septembre 2015 | Riffa        | Bahreïn - Corée du Nord | 0-1   | Éliminatoires de la Coupe d'Asie des nations 2019 (2e tour - gr. H) |
| 7 | 17 novembre 2015 | Pyongyang    | Corée du Nord - Bahreïn | 2-0   | Éliminatoires de la Coupe d'Asie des nations 2019 (2e tour - gr. H) |

#### Bilan
Au 28 décembre 2022 :
- Total de matchs disputés : 7
- Victoires de Bahreïn : 2
- Matchs nuls : 1
- Victoires de la Corée du Nord : 4
- Total de buts marqués par Bahreïn : 10
- Total de buts marqués par la Corée du Nord : 10

### Corée du Sud

#### Confrontations
Confrontations entre Bahreïn et la Corée du Sud :
|    | Date              | Lieu     | Match                  | Score    | Compétition                                                                 |
| -- | ----------------- | -------- | ---------------------- | -------- | --------------------------------------------------------------------------- |
| 1  | 18 février 1977   | Manama   | Bahreïn - Corée du Sud | 1-4      | Match amical                                                                |
| 2  | 20 février 1977   | Manama   | Bahreïn - Corée du Sud | 1-1      | Match amical                                                                |
| 3  | 13 septembre 1978 | Daegu    | Corée du Sud - Bahreïn | 3-1      | Coupe du Président 1978 (en) (gr. A)                                        |
| 4  | 10 décembre 1978  | Bangkok  | Corée du Sud - Bahreïn | 5-1      | Jeux asiatiques de 1978                                                     |
| 5  | 14 septembre 1979 | Séoul    | Corée du Sud - Bahreïn | 5-1      | Coupe du Président 1979 (gr. A)                                             |
| 6  | 11 juin 1982      | Gwangju  | Corée du Sud - Bahreïn | 3-0      | Coupe du Président 1982 (en) (gr. A)                                        |
| 7  | 7 mars 1985       | Riffa    | Bahreïn - Corée du Sud | 1-5      | Match amical                                                                |
| 8  | 8 juin 1985       | Gwangju  | Corée du Sud - Bahreïn | 3-0      | Coupe du Président 1985 (en) (2e tour - gr. A)                              |
| 9  | 24 septembre 1986 | Pusan    | Corée du Sud - Bahreïn | 0-0      | Jeux asiatiques de 1986 (gr. B)                                             |
| 10 | 17 juin 1988      | Jakarta  | Bahreïn - Corée du Sud | 2-0      | Tour préliminaire à la Coupe d'Asie des nations 1988 (gr. 4)                |
| 11 | 9 mai 1993        | Beyrouth | Bahreïn - Corée du Sud | 0-0      | Tours préliminaires à la Coupe du monde 1994 (zone Asie - 1er tour - gr. D) |
| 12 | 13 juin 1993      | Séoul    | Corée du Sud - Bahreïn | 3-0      | Tours préliminaires à la Coupe du monde 1994 (zone Asie - 1er tour - gr. D) |
| 13 | 8 octobre 2002    | Ulsan    | Corée du Sud - Bahreïn | 1-0      | Jeux asiatiques de 2002 (quart de finale)                                   |
| 14 | 10 juillet 2004   | Gwangju  | Corée du Sud - Bahreïn | 2-0      | Match amical                                                                |
| 15 | 15 juillet 2007   | Jakarta  | Bahreïn - Corée du Sud | 2-1      | Coupe d'Asie des nations 2007 (gr. D)                                       |
| 16 | 4 février 2009    | Dubaï    | Bahreïn - Corée du Sud | 2-2      | Match amical                                                                |
| 17 | 10 janvier 2011   | Doha     | Corée du Sud - Bahreïn | 2-1      | Coupe d'Asie des nations 2011 (gr. C)                                       |
| 18 | 22 janvier 2019   | Dubaï    | Corée du Sud - Bahreïn | 2-1 (ap) | Coupe d'Asie des nations 2019 (8e de finale)                                |

#### Bilan
Au 28 décembre 2022 :
- Total de matchs disputés : 18
- Victoires de Bahreïn : 2
- Matchs nuls : 4
- Victoires de la Corée du Sud : 12
- Total de buts marqués par Bahreïn : 14
- Total de buts marqués par la Corée du Sud : 42

### Curaçao

#### Confrontations
Confrontations entre Bahreïn et Curaçao :
|   | Date           | Lieu  | Match             | Score | Compétition  |
| - | -------------- | ----- | ----------------- | ----- | ------------ |
| 1 | 6 octobre 2021 | Riffa | Bahreïn - Curaçao | 4-0   | Match amical |

#### Bilan
Au 28 décembre 2022 :
- Total de matchs disputés : 1
- Victoires de Bahreïn : 1
- Matchs nuls : 0
- Victoires de Curaçao : 0
- Total de buts marqués par Bahreïn : 4
- Total de buts marqués par Curaçao : 0

## E

### Émirats arabes unis

#### Confrontations
Confrontations entre Bahreïn et les Émirats arabes unis :
|    | Date              | Lieu          | Match                         | Score | Compétition                                                        |
| -- | ----------------- | ------------- | ----------------------------- | ----- | ------------------------------------------------------------------ |
| 1  | 18 mars 1974      | Koweït        | Émirats arabes unis - Bahreïn | 4-0   | Coupe du Golfe des nations 1974 (en) (gr. B)                       |
| 2  | 27 mars 1976      | Doha          | Bahreïn - Émirats arabes unis | 3-2   | Coupe du Golfe des nations 1976 (en)                               |
| 3  | 27 mars 1979      | Bagdad        | Bahreïn - Émirats arabes unis | 3-0   | Coupe du Golfe des nations 1979 (en)                               |
| 4  | 1979              |               | Émirats arabes unis - Bahreïn | 2-0   | Tour préliminaire à la Coupe d'Asie des nations 1980 (gr. 1)       |
| 5  | 27 mars 1982      |               | Émirats arabes unis - Bahreïn | 2-3   | Coupe du Golfe des nations 1982 (en)                               |
| 6  | 18 mars 1984      | Mascate       | Émirats arabes unis - Bahreïn | 1-1   | Coupe du Golfe des nations 1984 (en)                               |
| 7  | 5 avril 1986      | Manama        | Bahreïn - Émirats arabes unis | 1-3   | Coupe du Golfe des nations 1986 (en)                               |
| 8  | 3 mars 1988       | Riyad         | Émirats arabes unis - Bahreïn | 2-0   | Coupe du Golfe des nations 1988 (en)                               |
| 9  | 5 mars 1990       | Koweït        | Bahreïn - Émirats arabes unis | 1-0   | Coupe du Golfe des nations 1990 (en)                               |
| 10 | 30 mai 1992       | Al-Aïn        | Émirats arabes unis - Bahreïn | 3-1   | Tour préliminaire à la Coupe d'Asie des nations 1992 (gr. 2)       |
| 11 | 4 décembre 1992   | Doha          | Émirats arabes unis - Bahreïn | 2-0   | Coupe du Golfe des nations 1992 (en)                               |
| 12 | 12 novembre 1994  | Abou Dabi     | Émirats arabes unis - Bahreïn | 0-0   | Coupe du Golfe des nations 1994 (en)                               |
| 13 | 18 octobre 1996   | Mascate       | Émirats arabes unis - Bahreïn | 1-1   | Coupe du Golfe des nations 1996 (en)                               |
| 14 | 11 avril 1997     | Manama        | Bahreïn - Émirats arabes unis | 1-2   | Tours préliminaires à la Coupe du monde 1998 (zone Asie, 1er tour) |
| 15 | 22 avril 1997     | Charjah       | Émirats arabes unis - Bahreïn | 3-0   | Tours préliminaires à la Coupe du monde 1998 (zone Asie, 1er tour) |
| 16 | 30 octobre 1998   | Manama        | Bahreïn - Émirats arabes unis | 0-1   | Coupe du Golfe des nations 1998 (en)                               |
| 17 | 27 janvier 2002   | Riyad         | Émirats arabes unis - Bahreïn | 1-2   | Coupe du Golfe des nations 2002 (en)                               |
| 18 | 27 septembre 2003 | Charjah       | Émirats arabes unis - Bahreïn | 1-4   | Match amical                                                       |
| 19 | 7 janvier 2004    | Koweït        | Émirats arabes unis - Bahreïn | 1-3   | Coupe du Golfe des nations 2003 (en)                               |
| 20 | 31 mai 2004       | Dubaï         | Émirats arabes unis - Bahreïn | 2-3   | Match amical                                                       |
| 21 | 27 juin 2007      | Petaling Jaya | Émirats arabes unis - Bahreïn | 2-2   | Match amical                                                       |
| 22 | 29 août 2008      | Abou Dabi     | Émirats arabes unis - Bahreïn | 2-3   | Match amical                                                       |
| 23 | 29 novembre 2010  | Aden          | Émirats arabes unis - Bahreïn | 3-1   | Coupe du Golfe des nations 2010 (gr. B)                            |
| 24 | 16 octobre 2012   | Dubaï         | Émirats arabes unis - Bahreïn | 6-2   | Match amical                                                       |
| 25 | 8 janvier 2013    | Riffa         | Bahreïn - Émirats arabes unis | 1-2   | Coupe du Golfe des nations 2013 (gr. A)                            |
| 26 | 15 janvier 2015   | Canberra      | Bahreïn - Émirats arabes unis | 1-2   | Coupe d'Asie des Nations 2015 (gr. C)                              |
| 27 | 9 novembre 2016   | Al-Aïn        | Émirats arabes unis - Bahreïn | 2-0   | Match amical                                                       |
| 28 | 5 janvier 2019    | Abou Dabi     | Émirats arabes unis - Bahreïn | 1-1   | Coupe d'Asie des Nations 2019 (gr. A)                              |
| 29 | 16 novembre 2020  | Dubaï         | Émirats arabes unis - Bahreïn | 1-3   | Match amical                                                       |

#### Bilan
Au 28 décembre 2022 :
- Total de matchs disputés : 29
- Victoires de Bahreïn : 10
- Matchs nuls : 5
- Victoires des Émirats arabes unis : 14
- Total de buts marqués par Bahreïn : 41
- Total de buts marqués par les Émirats arabes unis : 54

### Égypte

#### Confrontations
Confrontations entre Bahreïn et l'Égypte :
|   | Date             | Lieu  | Match            | Score | Compétition  |
| - | ---------------- | ----- | ---------------- | ----- | ------------ |
| 1 | 15 décembre 2003 | Riffa | Bahreïn - Égypte | 0-1   | Match amical |

#### Bilan
Au 21 décembre 2022 :
- Total de matchs disputés : 1
- Victoires de Bahreïn : 0
- Matchs nuls : 0
- Victoires de l'Égypte : 1
- Total de buts marqués par Bahreïn : 0
- Total de buts marqués par l'Égypte : 1

## F

### Finlande

#### Confrontations
Confrontations entre Bahreïn et la Finlande :
|   | Date              | Lieu         | Match              | Score | Compétition    |
| - | ----------------- | ------------ | ------------------ | ----- | -------------- |
| 1 | 8 février 1979    | Madinat 'Isa | Bahreïn - Finlande | 0-1   | Match amical   |
| 2 | 22 février 1986   | Manama       | Bahreïn - Finlande | 0-0   | Match amical   |
| 3 | 24 février 1986   | Manama       | Bahreïn - Finlande | 0-4   | Match amical   |
| 4 | 4 janvier 2002    | Riffa        | Bahreïn - Finlande | 0-2   | Match amical   |
| 5 | 1er décembre 2004 | Riffa        | Bahreïn - Finlande | 1-2   | Tournoi amical |

#### Bilan
Au 28 décembre 2022 :
- Total de matchs disputés : 5
- Victoires de Bahreïn : 0
- Matchs nuls : 1
- Victoires de la Finlande : 4
- Total de buts marqués par Bahreïn : 1
- Total de buts marqués par la Finlande : 9

## H

### Haïti

#### Confrontations
Confrontations entre Bahreïn et Haïti :
|   | Date               | Lieu  | Match           | Score | Compétition  |
| - | ------------------ | ----- | --------------- | ----- | ------------ |
| 1 | 1er septembre 2021 | Riffa | Bahreïn - Haïti | 6-1   | Match amical |

#### Bilan
Au 28 décembre 2022 :
- Total de matchs disputés : 1
- Victoires de Bahreïn : 1
- Matchs nuls : 0
- Victoires d'Haïti : 0
- Total de buts marqués par Bahreïn : 6
- Total de buts marqués par Haïti : 1

### Hong Kong

#### Confrontations
Confrontations entre Bahreïn et Hong Kong :
|   | Date             | Lieu      | Match               | Score | Compétition                                                                 |
| - | ---------------- | --------- | ------------------- | ----- | --------------------------------------------------------------------------- |
| 1 | 7 mai 1993       | Beyrouth  | Hong Kong - Bahreïn | 2-1   | Tours préliminaires à la Coupe du monde 1994 (zone Asie - 1er tour - gr. D) |
| 2 | 11 juin 1993     | Séoul     | Bahreïn - Hong Kong | 3-0   | Tours préliminaires à la Coupe du monde 1994 (zone Asie - 1er tour - gr. D) |
| 3 | 21 janvier 2009  | Hong Kong | Hong Kong - Bahreïn | 1-3   | Éliminatoires de la Coupe d'Asie des nations 2011 (gr. A)                   |
| 4 | 6 janvier 2010   | Riffa     | Bahreïn - Hong Kong | 4-0   | Éliminatoires de la Coupe d'Asie des nations 2011 (gr. A)                   |
| 5 | 9 novembre 2017  | Hong Kong | Hong Kong - Bahreïn | 0-2   | Match amical                                                                |
| 6 | 14 novembre 2019 | Hong Kong | Hong Kong - Bahreïn | 0-0   | Éliminatoires de la Coupe d'Asie des nations 2023 (2e tour - gr. C)         |
| 7 | 15 juin 2021     | Riffa     | Bahreïn - Hong Kong | 4-0   | Éliminatoires de la Coupe d'Asie des nations 2023 (2e tour - gr. C)         |

#### Bilan
Au 28 décembre 2022 :
- Total de matchs disputés : 7
- Victoires de Bahreïn : 5
- Matchs nuls : 1
- Victoires de Hong Kong : 1
- Total de buts marqués par Bahreïn : 17
- Total de buts marqués par Hong Kong : 3

## I

### Inde

#### Confrontations
Confrontations entre Bahreïn et l'Inde :
|   | Date              | Lieu     | Match          | Score | Compétition                                                                 |
| - | ----------------- | -------- | -------------- | ----- | --------------------------------------------------------------------------- |
| 1 | 13 juin 1982      | Icheon   | Inde - Bahreïn | 0-0   | Coupe du Président 1982 (en) (gr. A)                                        |
| 2 | 26 septembre 1986 | Pusan    | Bahreïn - Inde | 3-0   | Jeux asiatiques de 1986 (gr. B)                                             |
| 3 | 15 mai 1993       | Beyrouth | Bahreïn - Inde | 2-1   | Tours préliminaires à la Coupe du monde 1994 (zone Asie - 1er tour - gr. D) |
| 4 | 7 juin 1993       | Séoul    | Inde - Bahreïn | 0-3   | Tours préliminaires à la Coupe du monde 1994 (zone Asie - 1er tour - gr. D) |
| 5 | 14 janvier 2011   | Doha     | Bahreïn - Inde | 5-2   | Coupe d'Asie des nations 2011 (gr. C)                                       |
| 6 | 14 janvier 2019   | Charjah  | Inde - Bahreïn | 0-1   | Coupe d'Asie des nations 2019 (gr. A)                                       |
| 7 | 23 mars 2022      | Muharraq | Bahreïn - Inde | 2-1   | Match amical                                                                |

#### Bilan
Au 28 décembre 2022 :
- Total de matchs disputés : 7
- Victoires de Bahreïn : 6
- Matchs nuls : 1
- Victoires de l'Inde : 0
- Total de buts marqués par Bahreïn : 16
- Total de buts marqués par l'Inde : 4

### Indonésie

#### Confrontations
Confrontations entre Bahreïn et l'Indonésie :
|   | Date             | Lieu    | Match               | Score | Compétition                                                           |
| - | ---------------- | ------- | ------------------- | ----- | --------------------------------------------------------------------- |
| 1 | 19 juin 1988     | Jakarta | Indonésie - Bahreïn | 0-0   | Tour préliminaire à la Coupe d'Asie des nations 1988 (gr. 4)          |
| 2 | 25 juillet 2004  | Jinan   | Bahreïn - Indonésie | 3-1   | Coupe d'Asie des nations 2004 (gr. A)                                 |
| 3 | 10 juillet 2007  | Jakarta | Indonésie - Bahreïn | 2-1   | Coupe d'Asie des nations 2007 (gr. D)                                 |
| 4 | 6 septembre 2011 | Jakarta | Indonésie - Bahreïn | 0-2   | Éliminatoires de la Coupe du monde 2014 : zone Asie (3e tour - gr. E) |
| 5 | 29 février 2012  | Riffa   | Bahreïn - Indonésie | 10-0  | Éliminatoires de la Coupe du monde 2014 : zone Asie (3e tour - gr. E) |

#### Bilan
Au 28 décembre 2022 :
- Total de matchs disputés : 5
- Victoires de Bahreïn : 3
- Matchs nuls : 1
- Victoires de l'Indonésie : 1
- Total de buts marqués par Bahreïn : 15
- Total de buts marqués par l'Indonésie : 3

### Irak

#### Confrontations
Confrontations entre Bahreïn et l'Irak :
|    | Date              | Lieu         | Match          | Score           | Compétition                                                               |
| -- | ----------------- | ------------ | -------------- | --------------- | ------------------------------------------------------------------------- |
| 1  | 5 avril 1966      | Bagdad       | Irak - Bahreïn | 10-1            | Coupe arabe des nations 1966 (gr. A)                                      |
| 2  | 15 décembre 1971  | Koweït       | Irak - Bahreïn | 1-0             | Tour préliminaire à la Coupe d'Asie des nations 1972 (gr. Moyen-Orient A) |
| 3  | 29 mars 1976      | Doha         | Irak - Bahreïn | 4-1             | Coupe du Golfe des nations 1976 (en)                                      |
| 4  | 23 mars 1979      | Bagdad       | Irak - Bahreïn | 4-0             | Coupe du Golfe des nations 1979 (en)                                      |
| 5  | 25 mars 1981      | Riyad        | Irak - Bahreïn | 2-0             | Tours préliminaires à la Coupe du monde 1982 (Zone Asie - gr. 2)          |
| 6  | 20 mars 1984      | Mascate      | Irak - Bahreïn | 1-0             | Coupe du Golfe des nations 1984 (en)                                      |
| 7  | 4 juillet 1985    | Taëf         | Bahreïn - Irak | 1-1             | Coupe arabe des nations 1985 (gr. 2)                                      |
| 8  | 12 juillet 1985   | Taëf         | Irak - Bahreïn | 1-0             | Coupe arabe des nations 1985 (finale)                                     |
| 9  | 22 mars 1986      | Manama       | Bahreïn - Irak | 0-0             | Coupe du Golfe des nations 1986 (en)                                      |
| 10 | 18 mars 1988      | Riyad        | Irak - Bahreïn | 1-0             | Coupe du Golfe des nations 1988 (en)                                      |
| 11 | 23 août 2001      | Riffa        | Bahreïn - Irak | 2-0             | Tour préliminaire à la Coupe du monde 2002 (zone Asie, 2e tour)           |
| 12 | 28 septembre 2001 | Bagdad       | Irak - Bahreïn | 1-0             | Tour préliminaire à la Coupe du monde 2002 (zone Asie, 2e tour)           |
| 13 | 23 novembre 2002  | Doha         | Bahreïn - Irak | 2-2             | Match amical                                                              |
| 14 | 8 octobre 2003    | Kuala Lumpur | Irak - Bahreïn | 5-1             | Tour préliminaire à la Coupe d'Asie des nations 2004 (gr. F)              |
| 15 | 24 octobre 2003   | Riffa        | Bahreïn - Irak | 1-0             | Tour préliminaire à la Coupe d'Asie des nations 2004 (gr. F)              |
| 16 | 12 décembre 2003  | Riffa        | Bahreïn - Irak | 2-2             | Match amical                                                              |
| 17 | 7 août 2005       | Riffa        | Bahreïn - Irak | 2-2             | Match amical                                                              |
| 18 | 21 janvier 2007   | Abou Dabi    | Bahreïn - Irak | 1-1             | Coupe du Golfe des nations 2007 (en) (gr. A)                              |
| 19 | 4 janvier 2009    | Mascate      | Bahreïn - Irak | 3-1             | Coupe du Golfe des nations 2009 (gr. A)                                   |
| 20 | 26 novembre 2010  | Aden         | Bahreïn - Irak | 2-3             | Coupe du Golfe des nations 2010 (gr. B)                                   |
| 21 | 13 décembre 2011  | Doha         | Bahreïn - Irak | 3-0             | Jeux panarabes de 2011 (gr. A)                                            |
| 22 | 3 décembre 2012   | Doha         | Bahreïn - Irak | 0-0             | Match amical                                                              |
| 23 | 15 janvier 2013   | Riffa        | Bahreïn - Irak | 1-1 (tab : 2-4) | Coupe du Golfe des nations 2013 (demi-finale)                             |
| 24 | 28 décembre 2013  | Doha         | Bahreïn - Irak | 0-0             | Championnat d'Asie de l'Ouest 2014 (gr. B)                                |
| 25 | 14 octobre 2014   | Riffa        | Bahreïn - Irak | 0-0             | Match amical                                                              |
| 26 | 23 décembre 2017  | Koweït       | Bahreïn - Irak | 1-1             | Coupe du Golfe des nations 2017-18 (en) (gr. B)                           |
| 27 | 14 août 2019      | Kerbala      | Irak - Bahreïn | 0-1             | Championnat d'Asie de l'Ouest 2019 (en) (finale)                          |
| 28 | 5 septembre 2019  | Riffa        | Bahreïn - Irak | 1-1             | Éliminatoires de la Coupe d'Asie des nations 2023 (2e tour - gr. C)       |
| 29 | 19 novembre 2019  | Amman        | Irak - Bahreïn | 0-0             | Éliminatoires de la Coupe d'Asie des nations 2023 (2e tour - gr. C)       |
| 30 | 5 décembre 2019   | Doha         | Bahreïn - Irak | 2-2 (tab : 5-3) | Coupe du Golfe des nations 2019 (en) (demi-finale)                        |
| 31 | 3 décembre 2021   | Doha         | Bahreïn - Irak | 0-0             | Coupe arabe de la FIFA 2021 (gr. A)                                       |

#### Bilan
Au 28 décembre 2022 :
- Total de matchs disputés : 31
- Victoires de Bahreïn : 5
- Matchs nuls : 15
- Victoires de l'Irak : 11
- Total de buts marqués par Bahreïn : 28
- Total de buts marqués par l'Irak : 47

### Iran

#### Confrontations
Confrontations entre Bahreïn et l'Iran :
|    | Date              | Lieu      | Match          | Score | Compétition                                                           |
| -- | ----------------- | --------- | -------------- | ----- | --------------------------------------------------------------------- |
| 1  | 4 septembre 1974  | Téhéran   | Iran - Bahreïn | 6-0   | Jeux asiatiques de 1974 (gr. D)                                       |
| 2  | 3 octobre 1994    | Hiroshima | Iran - Bahreïn | 0-0   | Jeux asiatiques de 1994 (gr. A)                                       |
| 3  | 4 avril 2000      | Alep      | Bahreïn - Iran | 1-0   | Tour préliminaire à la Coupe d'Asie des nations 2000 (gr. 2)          |
| 4  | 9 avril 2000      | Téhéran   | Iran - Bahreïn | 3-0   | Tour préliminaire à la Coupe d'Asie des nations 2000 (gr. 2)          |
| 5  | 14 septembre 2001 | Téhéran   | Iran - Bahreïn | 0-0   | Tour préliminaire à la Coupe du monde 2002 (zone Asie, 2e tour)       |
| 6  | 21 octobre 2001   | Riffa     | Bahreïn - Iran | 3-1   | Tour préliminaire à la Coupe du monde 2002 (zone Asie, 2e tour)       |
| 7  | 6 août 2004       | Pékin     | Iran - Bahreïn | 4-2   | Coupe d'Asie des nations 2004 (match pour la 3e place)                |
| 8  | 9 février 2005    | Riffa     | Bahreïn - Iran | 0-0   | Phase qualificative de la Coupe du monde 2006 (zone Asie, 2e tour)    |
| 9  | 8 juin 2005       | Téhéran   | Iran - Bahreïn | 1-0   | Phase qualificative de la Coupe du monde 2006 (zone Asie, 2e tour)    |
| 10 | 21 mars 2008      | Riffa     | Bahreïn - Iran | 1-0   | Match amical                                                          |
| 11 | 31 août 2009      | Riffa     | Bahreïn - Iran | 4-2   | Match amical                                                          |
| 12 | 24 septembre 2010 | Amman     | Iran - Bahreïn | 3-0   | Championnat d'Asie de l'Ouest 2010 (gr. A)                            |
| 13 | 11 octobre 2011   | Téhéran   | Iran - Bahreïn | 6-0   | Éliminatoires de la Coupe du monde 2014 : zone Asie (3e tour - gr. E) |
| 14 | 11 novembre 2011  | Riffa     | Bahreïn - Iran | 1-1   | Éliminatoires de la Coupe du monde 2014 : zone Asie (3e tour - gr. E) |
| 15 | 12 décembre 2012  | Koweït    | Iran - Bahreïn | 0-0   | Championnat d'Asie de l'Ouest 2012 (gr. B)                            |
| 16 | 10 janvier 2015   | Melbourne | Iran - Bahreïn | 2-0   | Coupe d'Asie des nations 2015 (gr. C)                                 |
| 17 | 15 octobre 2019   | Riffa     | Bahreïn - Iran | 1-0   | Éliminatoires de la Coupe d'Asie des nations 2023 (2e tour - gr. C)   |
| 19 | 7 juin 2021       | Riffa     | Iran - Bahreïn | 3-0   | Éliminatoires de la Coupe d'Asie des nations 2023 (2e tour - gr. C)   |

#### Bilan
Au 28 décembre 2022 :
- Total de matchs disputés : 19
- Victoires de Bahreïn : 5
- Matchs nuls : 5
- Victoires de l'Iran : 9
- Total de buts marqués par Bahreïn : 13
- Total de buts marqués par l'Iran : 32

### Islande

#### Confrontations
Confrontations entre Bahreïn et l'Islande :
|   | Date         | Lieu   | Match             | Score | Compétition  |
| - | ------------ | ------ | ----------------- | ----- | ------------ |
| 1 | 11 mars 1986 | Manama | Bahreïn - Islande | 2-1   | Match amical |
| 2 | 15 mars 1986 | Manama | Bahreïn - Islande | 0-2   | Match amical |

#### Bilan
Au 28 décembre 2022 :
- Total de matchs disputés : 2
- Victoires de Bahreïn : 1
- Matchs nuls : 0
- Victoires de l'Islande : 1
- Total de buts marqués par Bahreïn : 2
- Total de buts marqués par l'Islande : 3

## J

### Japon

#### Confrontations
Confrontations entre Bahreïn et le Japon :
|    | Date             | Lieu    | Match           | Score    | Compétition                                                                |
| -- | ---------------- | ------- | --------------- | -------- | -------------------------------------------------------------------------- |
| 1  | 12 décembre 1978 | Bangkok | Japon - Bahreïn | 4-0      | Jeux asiatiques de 1978 (gr. D)                                            |
| 2  | 1er octobre 2002 | Ulsan   | Japon - Bahreïn | 5-2      | Jeux asiatiques de 2002 (gr. D)                                            |
| 3  | 3 août 2004      | Jinan   | Bahreïn - Japon | 3-4 (ap) | Coupe d'Asie des nations 2004 (demi-finale)                                |
| 4  | 30 mars 2005     | Saitama | Japon - Bahreïn | 1-0      | Phase qualificative de la Coupe du monde 2006 (zone Asie, 3e tour - gr. B) |
| 5  | 3 juin 2005      | Riffa   | Bahreïn - Japon | 0-1      | Phase qualificative de la Coupe du monde 2006 (zone Asie, 3e tour - gr. B) |
| 6  | 26 mars 2008     | Riffa   | Bahreïn - Japon | 1-0      | Éliminatoires de la Coupe du monde 2010, zone Asie, troisième tour (gr. 2) |
| 7  | 22 juin 2008     | Saitama | Japon - Bahreïn | 1-0      | Éliminatoires de la Coupe du monde 2010, zone Asie, troisième tour (gr. 2) |
| 8  | 6 septembre 2008 | Riffa   | Bahreïn - Japon | 2-3      | Éliminatoires de la Coupe du monde 2010, zone Asie, quatrième tour (gr. 1) |
| 9  | 28 janvier 2009  | Riffa   | Bahreïn - Japon | 1-0      | Éliminatoires de la Coupe d'Asie des nations 2011 (gr. A)                  |
| 10 | 28 mars 2009     | Saitama | Japon - Bahreïn | 1-0      | Éliminatoires de la Coupe du monde 2010, zone Asie, quatrième tour (gr. 1) |
| 11 | 3 mars 2010      | Toyota  | Japon - Bahreïn | 2-0      | Éliminatoires de la Coupe d'Asie des nations 2011 (gr. A)                  |

#### Bilan
Au 28 décembre 2022 :
- Total de matchs disputés : 11
- Victoires de Bahreïn : 2
- Matchs nuls : 0
- Victoires du Japon : 9
- Total de buts marqués par Bahreïn : 9
- Total de buts marqués par le Japon : 22

### Jordanie

#### Confrontations
Confrontations entre Bahreïn et la Jordanie, :
|    | Date              | Lieu         | Match              | Score    | Compétition                                                               |
| -- | ----------------- | ------------ | ------------------ | -------- | ------------------------------------------------------------------------- |
| 1  | 6 avril 1966      | Bagdad       | Jordanie - Bahreïn | 2-1      | Coupe arabe des nations 1966 (gr. A)                                      |
| 2  | 13 décembre 1971  | Koweït       | Jordanie - Bahreïn | 3-2      | Tour préliminaire à la Coupe d'Asie des nations 1972 (gr. Moyen-Orient A) |
| 3  | 27 février 1981   | Riffa        | Bahreïn - Jordanie | 1-0      | Match amical                                                              |
| 4  | 8 juillet 1988    | Amman        | Jordanie - Bahreïn | 0-0      | Coupe arabe des nations 1988 (gr. B)                                      |
| 5  | 14 avril 1997     | Manama       | Bahreïn - Jordanie | 1-0      | Tours préliminaires à la Coupe du monde 1998 (zone Asie, 1er tour)        |
| 6  | 22 avril 1997     | Charjah      | Jordanie - Bahreïn | 4-1      | Tours préliminaires à la Coupe du monde 1998 (zone Asie, 1er tour)        |
| 7  | 23 septembre 1997 | Tripoli      | Bahreïn - Jordanie | 0-0      | Match amical                                                              |
| 8  | 25 mars 2000      | Charjah      | Bahreïn - Jordanie | 1-1      | Match amical                                                              |
| 9  | 11 août 2000      | Lattaquié    | Bahreïn - Jordanie | 0-2      | Match amical                                                              |
| 10 | 7 décembre 2002   | Riffa        | Bahreïn - Jordanie | 0-3      | Match amical                                                              |
| 11 | 28 décembre 2002  | Koweït       | Jordanie - Bahreïn | 1-2 (ap) | Coupe arabe des nations 2002 (demi-finale)                                |
| 12 | 21 mars 2004      | Muharraq     | Bahreïn - Jordanie | 0-0      | Match amical                                                              |
| 13 | 23 mars 2004      | Muharraq     | Bahreïn - Jordanie | 0-2      | Match amical                                                              |
| 14 | 2 septembre 2006  | Riffa        | Bahreïn - Jordanie | 0-2      | Match amical                                                              |
| 15 | 7 septembre 2007  | Muharraq     | Bahreïn - Jordanie | 1-3      | Match amical                                                              |
| 16 | 3 juin 2009       | Riffa        | Bahreïn - Jordanie | 4-0      | Match amical                                                              |
| 17 | 19 septembre 2010 | Zarka        | Jordanie - Bahreïn | 2-0      | Match amical                                                              |
| 18 | 28 décembre 2010  | Dubaï        | Bahreïn - Jordanie | 2-1      | Match amical                                                              |
| 19 | 23 décembre 2011  | Doha         | Jordanie - Bahreïn | 0-1      | Jeux panarabes de 2011 (finale)                                           |
| 20 | 8 novembre 2012   | Riffa        | Bahreïn - Jordanie | 3-0      | Match amical                                                              |
| 21 | 4 janvier 2014    | Doha         | Bahreïn - Jordanie | 0-1      | Championnat d'Asie de l'Ouest 2014 (demi-finale)                          |
| 22 | 4 janvier 2015    | Ballarat     | Bahreïn - Jordanie | 1-0      | Match amical                                                              |
| 23 | 4 septembre 2016  | Madinat 'Isa | Bahreïn - Jordanie | 0-0      | Match amical                                                              |
| 24 | 29 août 2017      | Riffa        | Bahreïn - Jordanie | 0-0      | Match amical                                                              |
| 25 | 4 août 2019       | Erbil        | Jordanie - Bahreïn | 0-1      | Championnat d'Asie de l'Ouest 2019 (en) (gr. B)                           |
| 26 | 30 mars 2021      | Riffa        | Bahreïn - Jordanie | 1-2      | Match amical                                                              |
| 27 | 7 septembre 2021  | Riffa        | Bahreïn - Jordanie | 1-2      | Match amical                                                              |

#### Bilan
Au 28 décembre 2022 :
- Total de matchs disputés : 27
- Victoires de Bahreïn : 9
- Matchs nuls : 6
- Victoires de la Jordanie : 12
- Total de buts marqués par Bahreïn : 24
- Total de buts marqués par la Jordanie : 31

## K

### Kazakhstan

#### Confrontations
Confrontations entre Bahreïn et le Kazakhstan, :
|   | Date         | Lieu  | Match                | Score | Compétition  |
| - | ------------ | ----- | -------------------- | ----- | ------------ |
| 1 | 20 mars 2000 | Dubaï | Kazakhstan - Bahreïn | 1-0   | Match amical |
| 2 | 22 mars 2000 | Dubaï | Kazakhstan - Bahreïn | 2-0   | Match amical |

#### Bilan
Au 28 décembre 2022 :
- Total de matchs disputés : 2
- Victoires de Bahreïn : 0
- Matchs nuls : 0
- Victoires du Kazakhstan : 2
- Total de buts marqués par Bahreïn : 0
- Total de buts marqués par le Kazakhstan : 3

### Kenya

#### Confrontations
Confrontations entre Bahreïn et le Kenya :
|   | Date             | Lieu  | Match           | Score | Compétition  |
| - | ---------------- | ----- | --------------- | ----- | ------------ |
| 1 | 18 décembre 2003 | Riffa | Bahreïn - Kenya | 2-1   | Match amical |
| 2 | 26 août 2009     | Riffa | Bahreïn - Kenya | 2-1   | Match amical |

#### Bilan
Au 28 décembre 2022 :
- Total de matchs disputés : 2
- Victoires de Bahreïn : 2
- Matchs nuls : 0
- Victoires du Kenya : 0
- Total de buts marqués par Bahreïn : 4
- Total de buts marqués par le Kenya : 2

### Kirghizistan

#### Confrontations
Confrontations entre Bahreïn et le Kirghizistan :
|   | Date             | Lieu      | Match                  | Score | Compétition                                                        |
| - | ---------------- | --------- | ---------------------- | ----- | ------------------------------------------------------------------ |
| 1 | 6 février 2001   | Singapour | Bahreïn - Kirghizistan | 1-0   | Tour préliminaire à la Coupe du monde 2002 (zone Asie, 1er tour)   |
| 2 | 21 février 2001  | Koweït    | Bahreïn - Kirghizistan | 2-1   | Tour préliminaire à la Coupe du monde 2002 (zone Asie, 1er tour)   |
| 3 | 9 juin 2004      | Muharraq  | Bahreïn - Kirghizistan | 5-0   | Phase qualificative de la Coupe du monde 2006 (zone Asie, 2e tour) |
| 4 | 8 septembre 2004 | Bichkek   | Kirghizistan - Bahreïn | 1-2   | Phase qualificative de la Coupe du monde 2006 (zone Asie, 2e tour) |
| 5 | 7 juin 2013      | Riffa     | Bahreïn - Kirghizistan | 1-3   | Match amical                                                       |
| 6 | 15 novembre 2016 | Riffa     | Bahreïn - Kirghizistan | 0-0   | Match amical                                                       |
| 7 | 16 novembre 2021 | Riffa     | Bahreïn - Kirghizistan | 4-2   | Match amical                                                       |

#### Bilan
Au 28 décembre 2022 :
- Total de matchs disputés : 7
- Victoires de Bahreïn : 5
- Matchs nuls : 1
- Victoires du Kirghizistan : 1
- Total de buts marqués par Bahreïn : 15
- Total de buts marqués par le Kirghizistan : 7

### Koweït

#### Confrontations
Confrontations entre Bahreïn et le Koweït, :
|    | Date             | Lieu               | Match            | Score           | Compétition                                                      |
| -- | ---------------- | ------------------ | ---------------- | --------------- | ---------------------------------------------------------------- |
| 1  | 1er avril 1966   | Bagdad             | Koweït - Bahreïn | 4-4             | Coupe arabe des nations 1966 (gr. A)                             |
| 2  | 3 avril 1970     | Madinat 'Isa       | Bahreïn - Koweït | 1-3             | Coupe du Golfe des nations 1970 (en)                             |
| 3  | 18 mars 1972     | Riyad              | Koweït - Bahreïn | 2-0             | Coupe du Golfe des nations 1972 (en)                             |
| 4  | 6 avril 1976     | Doha               | Koweït - Bahreïn | 5-2             | Coupe du Golfe des nations 1976 (en)                             |
| 5  | 11 mars 1977     | Doha               | Bahreïn - Koweït | 1-2             | Tours préliminaires à la Coupe du monde 1978 (Groupe Asie 4)     |
| 6  | 17 mars 1977     | Doha               | Bahreïn - Koweït | 0-2             | Tours préliminaires à la Coupe du monde 1978 (Groupe Asie 4)     |
| 7  | 14 décembre 1978 | Bangkok            | Koweït - Bahreïn | 3-0             | Jeux asiatiques de 1978 (gr. D)                                  |
| 8  | 9 avril 1979     | Bagdad             | Koweït - Bahreïn | 2-0             | Coupe du Golfe des nations 1979 (en)                             |
| 9  | 20 mars 1982     | Abou Dabi          | Koweït - Bahreïn | 2-0             | Coupe du Golfe des nations 1982 (en)                             |
| 10 | 12 mars 1984     | Mascate            | Koweït - Bahreïn | 1-0             | Coupe du Golfe des nations 1984 (en)                             |
| 11 | 7 avril 1986     | Manama             | Bahreïn - Koweït | 1-1             | Coupe du Golfe des nations 1986 (en)                             |
| 12 | 12 mars 1988     | Riyad              | Bahreïn - Koweït | 1-0             | Coupe du Golfe des nations 1988 (en)                             |
| 13 | 16 juillet 1988  | Amman              | Koweït - Bahreïn | 1-1             | Coupe arabe des nations 1988 (gr. B)                             |
| 14 | 3 décembre 1988  | Doha               | Koweït - Bahreïn | 0-0             | Coupe d'Asie des nations 1988 (gr. 2)                            |
| 15 | 21 février 1990  | Koweït             | Koweït - Bahreïn | 1-0             | Coupe du Golfe des nations 1990 (en)                             |
| 16 | 24 mai 1992      | Al-Aïn             | Koweït - Bahreïn | 2-0             | Tour préliminaire à la Coupe d'Asie des nations 1992 (gr. 2)     |
| 17 | 10 décembre 1992 | Doha               | Bahreïn - Koweït | 1-0             | Coupe du Golfe des nations 1992 (en)                             |
| 18 | 4 novembre 1994  | Abou Dabi          | Bahreïn - Koweït | 2-1             | Coupe du Golfe des nations 1994 (en)                             |
| 19 | 16 octobre 1996  | Mascate            | Koweït - Bahreïn | 1-0             | Coupe du Golfe des nations 1996 (en)                             |
| 20 | 18 mars 1997     | Koweït             | Koweït - Bahreïn | 3-1             | Match amical                                                     |
| 21 | 6 novembre 1998  | Manama             | Bahreïn - Koweït | 0-2             | Coupe du Golfe des nations 1998 (en)                             |
| 22 | 3 février 2001   | Singapour          | Bahreïn - Koweït | 1-2             | Tour préliminaire à la Coupe du monde 2002 (zone Asie, 1er tour) |
| 23 | 27 février 2001  | Koweït             | Koweït - Bahreïn | 0-1             | Tour préliminaire à la Coupe du monde 2002 (zone Asie, 1er tour) |
| 24 | 22 janvier 2002  | Riyad              | Koweït - Bahreïn | 0-0             | Coupe du Golfe des nations 2002 (en)                             |
| 25 | 10 janvier 2004  | Koweït             | Koweït - Bahreïn | 0-4             | Coupe du Golfe des nations 2003 (en)                             |
| 26 | 26 août 2004     | Muharraq           | Bahreïn - Koweït | 0-0             | Match amical                                                     |
| 27 | 14 décembre 2004 | Doha               | Bahreïn - Koweït | 1-1             | Coupe du Golfe des nations 2004 (en) (gr. B)                     |
| 28 | 23 décembre 2004 | Doha               | Bahreïn - Koweït | 3-1             | Coupe du Golfe des nations 2004 (en) (match pour la 3e place)    |
| 29 | 1er mars 2006    | Koweït             | Koweït - Bahreïn | 0-0             | Tour préliminaire à la Coupe d'Asie des nations 2007 (gr. D)     |
| 30 | 15 novembre 2006 | Riffa              | Bahreïn - Koweït | 2-1             | Tour préliminaire à la Coupe d'Asie des nations 2007 (gr. D)     |
| 31 | 16 janvier 2008  | Riffa              | Bahreïn - Koweït | 1-0             | Match amical                                                     |
| 32 | 7 janvier 2009   | Mascate            | Bahreïn - Koweït | 0-1             | Coupe du Golfe des nations 2009 (gr. A)                          |
| 33 | 25 février 2010  | Al-Aïn             | Koweït - Bahreïn | 4-1             | Match amical                                                     |
| 34 | 8 octobre 2010   | Koweït             | Koweït - Bahreïn | 1-3             | Match amical                                                     |
| 35 | 14 février 2011  | Riffa              | Bahreïn - Koweït | 0-0             | Match amical                                                     |
| 36 | 4 novembre 2011  | Koweït             | Koweït - Bahreïn | 0-1             | Match amical                                                     |
| 37 | 8 juin 2012      | Ville du 6 octobre | Bahreïn - Koweït | 1-1             | Match amical                                                     |
| 38 | 12 juin 2012     | Ville du 6 octobre | Bahreïn - Koweït | 0-1             | Match amical                                                     |
| 39 | 14 novembre 2012 | Koweït             | Koweït - Bahreïn | 1-1             | Match amical                                                     |
| 40 | 18 janvier 2013  | Madinat 'Isa       | Bahreïn - Koweït | 1-6             | Coupe du Golfe des nations 2013 (match pour la 3e place)         |
| 41 | 9 septembre 2013 | Koweït             | Koweït - Bahreïn | 2-1             | Match amical                                                     |
| 42 | 7 janvier 2014   | Doha               | Koweït - Bahreïn | 0-0 (tab : 2-3) | Championnat d'Asie de l'Ouest 2014 (match pour la 3e place)      |
| 43 | 9 septembre 2014 | Al Farwaniyah      | Koweït - Bahreïn | 0-1             | Match amical                                                     |
| 44 | 18 décembre 2017 | Riffa              | Bahreïn - Koweït | 0-0             | Match amical                                                     |
| 45 | 10 août 2019     | Erbil              | Koweït - Bahreïn | 0-1             | Championnat d'Asie de l'Ouest 2019 (en) (gr. B)                  |
| 46 | 2 décembre 2019  | Doha               | Koweït - Bahreïn | 2-4             | Coupe du Golfe des nations 2019 (en) (gr. B)                     |
| 47 | 25 juin 2021     | Doha               | Bahreïn - Koweït | 2-0             | Coupe arabe de la FIFA 2021 (tour de qualification)              |

#### Bilan
Au 28 décembre 2022 :
- Total de matchs disputés : 47
- Victoires de Bahreïn : 14
- Matchs nuls : 13
- Victoires du Koweït : 20
- Total de buts marqués par Bahreïn : 45
- Total de buts marqués par le Koweït : 62

## L

### Lettonie

#### Confrontations
Confrontations entre Bahreïn et la Lettonie :
|   | Date            | Lieu  | Match              | Score           | Compétition    |
| - | --------------- | ----- | ------------------ | --------------- | -------------- |
| 1 | 3 décembre 2004 | Riffa | Bahreïn - Lettonie | 2-2 (tab : 4-2) | Tournoi amical |

#### Bilan
Au 28 décembre 2022 :
- Total de matchs disputés : 1
- Victoires de Bahreïn : 0
- Matchs nuls : 1
- Victoires de la Lettonie : 0
- Total de buts marqués par Bahreïn : 2
- Total de buts marqués par la Lettonie : 2

### Liban

#### Confrontations
Confrontations entre Bahreïn et le Liban, :
|    | Date              | Lieu     | Match           | Score | Compétition                                                                 |
| -- | ----------------- | -------- | --------------- | ----- | --------------------------------------------------------------------------- |
| 1  | 3 avril 1966      | Bagdad   | Liban - Bahreïn | 6-1   | Coupe arabe des nations 1966 (gr. A)                                        |
| 2  | 13 décembre 1971  | Koweït   | Bahreïn - Liban | 3-0   | Tour préliminaire à la Coupe d'Asie des nations 1972 (gr. Moyen-Orient A)   |
| 3  | 1979              |          | Liban - Bahreïn | 2-0   | Tour préliminaire à la Coupe d'Asie des nations 1980 (gr. 1)                |
| 4  | 31 mars 1985      | Riffa    | Bahreïn - Liban | 6-0   | Match amical                                                                |
| 5  | 13 mai 1993       | Beyrouth | Liban - Bahreïn | 0-0   | Tours préliminaires à la Coupe du monde 1994 (zone Asie - 1er tour - gr. D) |
| 6  | 5 juin 1993       | Séoul    | Bahreïn - Liban | 0-0   | Tours préliminaires à la Coupe du monde 1994 (zone Asie - 1er tour - gr. D) |
| 7  | 3 octobre 1996    | Tripoli  | Liban - Bahreïn | 2-3   | Match amical                                                                |
| 8  | 4 avril 2001      | Beyrouth | Liban - Bahreïn | 1-1   | Match amical                                                                |
| 9  | 26 décembre 2002  | Koweït   | Liban - Bahreïn | 0-0   | Coupe arabe des nations 2002 (gr. B)                                        |
| 10 | 19 septembre 2003 | Riffa    | Bahreïn - Liban | 4-3   | Match amical                                                                |
| 11 | 8 février 2004    | Beyrouth | Liban - Bahreïn | 2-1   | Match amical                                                                |
| 12 | 26 mai 2004       | Beyrouth | Liban - Bahreïn | 2-2   | Match amical                                                                |
| 13 | 2 février 2005    | Doha     | Bahreïn - Liban | 2-1   | Match amical                                                                |
| 14 | 17 mars 2013      | Riffa    | Bahreïn - Liban | 0-0   | Match amical                                                                |
| 15 | 9 novembre 2013   | Riffa    | Bahreïn - Liban | 1-0   | Match amical                                                                |
| 16 | 5 février 2016    | Riffa    | Bahreïn - Liban | 2-0   | Match amical                                                                |
| 17 | 27 décembre 2018  | Riffa    | Bahreïn - Liban | 1-0   | Match amical                                                                |
| 18 | 12 novembre 2020  | Dubaï    | Liban - Bahreïn | 1-3   | Match amical                                                                |

#### Bilan
Au 28 décembre 2022 :
- Total de matchs disputés : 18
- Victoires de Bahreïn : 9
- Matchs nuls : 6
- Victoires du Liban : 3
- Total de buts marqués par Bahreïn : 30
- Total de buts marqués par le Liban : 20

### Libye

#### Confrontations
Confrontations entre Bahreïn et la Libye :
|   | Date              | Lieu     | Match           | Score | Compétition                          |
| - | ----------------- | -------- | --------------- | ----- | ------------------------------------ |
| 1 | 20 septembre 1997 | Tripoli  | Libye - Bahreïn | 2-1   | Match amical                         |
| 2 | 13 septembre 1998 | Doha     | Bahreïn - Libye | 2-2   | Match amical                         |
| 3 | 16 octobre 2007   | Muharraq | Bahreïn - Libye | 2-0   | Match amical                         |
| 4 | 29 juin 2012      | Taëf     | Libye - Bahreïn | 2-1   | Coupe arabe des nations 2012 (gr. B) |

#### Bilan
Au 28 décembre 2022 :
- Total de matchs disputés : 4
- Victoires de Bahreïn : 1
- Matchs nuls : 1
- Victoires de la Libye : 2
- Total de buts marqués par Bahreïn : 6
- Total de buts marqués par la Libye : 6

## M

### Macédoine du Nord

#### Confrontations
Confrontations entre Bahreïn et la Macédoine du Nord :
|   | Date           | Lieu  | Match               | Score | Compétition  |
| - | -------------- | ----- | ------------------- | ----- | ------------ |
| 1 | 7 janvier 2002 | Riffa | Bahreïn - Macédoine | 1-1   | Match amical |

#### Bilan
Au 28 décembre 2022 :
- Total de matchs disputés : 1
- Victoires de Bahreïn : 0
- Matchs nuls : 1
- Victoires de la Macédoine du Nord : 0
- Total de buts marqués par Bahreïn : 1
- Total de buts marqués par la Macédoine du Nord : 1

### Malaisie

#### Confrontations
Confrontations entre Bahreïn et la Malaisie, :
|    | Date             | Lieu         | Match              | Score | Compétition                                                         |
| -- | ---------------- | ------------ | ------------------ | ----- | ------------------------------------------------------------------- |
| 1  | 8 septembre 1977 | Daegu        | Malaisie - Bahreïn | 3-1   | Coupe du Président 1977 (en) (gr. B)                                |
| 2  | 9 septembre 1978 | Séoul        | Malaisie - Bahreïn | 2-1   | Coupe du Président 1978 (en) (gr. A)                                |
| 3  | 27 janvier 1982  | Kuala Lumpur | Malaisie - Bahreïn | 0-2   | Match amical                                                        |
| 4  | 3 juin 1985      | Séoul        | Malaisie - Bahreïn | 1-3   | Coupe du Président 1985 (en) (gr. A)                                |
| 5  | 21 juin 2001     | Shah Alam    | Malaisie - Bahreïn | 2-4   | Tournoi Merdeka 2001 (en) (gr. A)                                   |
| 6  | 12 octobre 2003  | Kuala Lumpur | Malaisie - Bahreïn | 2-2   | Tour préliminaire à la Coupe d'Asie des nations 2004 (gr. F)        |
| 7  | 22 octobre 2003  | Riffa        | Bahreïn - Malaisie | 3-1   | Tour préliminaire à la Coupe d'Asie des nations 2004 (gr. F)        |
| 8  | 21 octobre 2007  | Riffa        | Bahreïn - Malaisie | 4-1   | Éliminatoires de la Coupe du monde 2010, zone Asie, premier tour    |
| 9  | 28 octobre 2007  | Shah Alam    | Malaisie - Bahreïn | 0-0   | Éliminatoires de la Coupe du monde 2010, zone Asie, premier tour    |
| 10 | 15 octobre 2013  | Shah Alam    | Malaisie - Bahreïn | 1-1   | Éliminatoires de la Coupe d'Asie des nations 2015 (gr. D)           |
| 11 | 15 novembre 2013 | Riffa        | Bahreïn - Malaisie | 1-0   | Éliminatoires de la Coupe d'Asie des nations 2015 (gr. D)           |
| 12 | 28 mai 2021      | Riffa        | Bahreïn - Malaisie | 2-0   | Match amical                                                        |
| 13 | 11 juin 2022     | Kuala Lumpur | Malaisie - Bahreïn | 1-2   | Éliminatoires de la Coupe d'Asie des nations 2023 (3e tour - gr. E) |

#### Bilan
Au 28 décembre 2022 :
- Total de matchs disputés : 13
- Victoires de Bahreïn : 8
- Matchs nuls : 3
- Victoires de la Malaisie : 2
- Total de buts marqués par Bahreïn : 26
- Total de buts marqués par la Malaisie : 14

### Maldives

#### Confrontations
Confrontations entre les Maldives et Bahreïn :
|   | Date          | Lieu    | Match              | Score | Compétition                                                  |
| - | ------------- | ------- | ------------------ | ----- | ------------------------------------------------------------ |
| 1 | 2 avril 2000  | Alep    | Bahreïn - Maldives | 4-1   | Tour préliminaire à la Coupe d'Asie des nations 2000 (gr. 2) |
| 2 | 11 avril 2000 | Téhéran | Bahreïn - Maldives | 1-0   | Tour préliminaire à la Coupe d'Asie des nations 2000 (gr. 2) |

#### Bilan
Au 28 décembre 2022 :
- Total de matchs disputés : 2
- Victoires des Maldives : 0
- Matchs nuls : 0
- Victoires de Bahreïn : 2
- Total de buts marqués par les Maldives : 1
- Total de buts marqués par Bahreïn : 5

### Mauritanie

#### Confrontations
Confrontations entre Bahreïn et la Mauritanie :
|   | Date           | Lieu | Match                | Score | Compétition                          |
| - | -------------- | ---- | -------------------- | ----- | ------------------------------------ |
| 1 | 6 juillet 1985 | Taëf | Bahreïn - Mauritanie | 2-0   | Coupe arabe des nations 1985 (gr. 2) |

#### Bilan
Au 28 décembre 2022 :
- Total de matchs disputés : 1
- Victoires de Bahreïn : 1
- Matchs nuls : 0
- Victoires de la Mauritanie : 0
- Total de buts marqués par Bahreïn : 2
- Total de buts marqués par la Mauritanie : 0

## N

### Norvège

#### Confrontations
Confrontations entre Bahreïn et la Norvège :
|   | Date            | Lieu  | Match             | Score | Compétition  |
| - | --------------- | ----- | ----------------- | ----- | ------------ |
| 1 | 25 janvier 2005 | Riffa | Bahreïn - Norvège | 0-1   | Match amical |

#### Bilan
Au 28 décembre 2022 :
- Total de matchs disputés : 1
- Victoires de Bahreïn : 0
- Matchs nuls : 0
- Victoires de la Norvège : 1
- Total de buts marqués par Bahreïn : 0
- Total de buts marqués par la Norvège : 1

### Nouvelle-Zélande

#### Confrontations
Confrontations entre Bahreïn et la Nouvelle-Zélande :
|   | Date             | Lieu       | Match                      | Score | Compétition                                                      |
| - | ---------------- | ---------- | -------------------------- | ----- | ---------------------------------------------------------------- |
| 1 | 3 octobre 1979   | Manama     | Bahreïn - Nouvelle-Zélande | 0-2   | Match amical                                                     |
| 2 | 8 octobre 1979   | Manama     | Bahreïn - Nouvelle-Zélande | 1-2   | Match amical                                                     |
| 3 | 10 octobre 2009  | Riffa      | Bahreïn - Nouvelle-Zélande | 0-0   | Éliminatoires de la Coupe du monde 2010 : barrage Asie - Océanie |
| 4 | 14 novembre 2009 | Wellington | Nouvelle-Zélande - Bahreïn | 1-0   | Éliminatoires de la Coupe du monde 2010 : barrage Asie - Océanie |
| 5 | 12 octobre 2021  | Riffa      | Bahreïn - Nouvelle-Zélande | 0-1   | Match amical                                                     |

#### Bilan
Au 28 décembre 2022 :
- Total de matchs disputés : 5
- Victoires de Bahreïn : 0
- Matchs nuls : 1
- Victoires de la Nouvelle-Zélande : 4
- Total de buts marqués par Bahreïn : 1
- Total de buts marqués par la Nouvelle-Zélande : 6

## O

### Oman

#### Confrontations
Confrontations entre Bahreïn et Oman, :
|    | Date              | Lieu          | Match          | Score | Compétition                                                                |
| -- | ----------------- | ------------- | -------------- | ----- | -------------------------------------------------------------------------- |
| 1  | 16 mars 1974      | Koweït        | Bahreïn - Oman | 4-0   | Coupe du Golfe des nations 1974 (en) (gr. B)                               |
| 2  | 2 avril 1976      | Doha          | Bahreïn - Oman | 1-0   | Coupe du Golfe des nations 1976 (en)                                       |
| 3  | 30 mars 1979      | Bagdad        | Bahreïn - Oman | 3-1   | Coupe du Golfe des nations 1979 (en)                                       |
| 4  | 25 mars 1982      | Abou Dabi     | Bahreïn - Oman | 4-1   | Coupe du Golfe des nations 1982 (en)                                       |
| 5  | 9 mars 1984       | Mascate       | Oman - Bahreïn | 0-1   | Coupe du Golfe des nations 1984 (en)                                       |
| 6  | 2 avril 1986      | Manama        | Bahreïn - Oman | 1-1   | Coupe du Golfe des nations 1986 (en)                                       |
| 7  | 12 août 1986      | Riffa         | Bahreïn - Oman | 2-3   | Match amical                                                               |
| 8  | 14 août 1986      | Riffa         | Bahreïn - Oman | 2-0   | Match amical                                                               |
| 9  | 24 août 1986      | Mascate       | Oman - Bahreïn | 1-0   | Match amical                                                               |
| 10 | 26 août 1986      | Mascate       | Oman - Bahreïn | 1-2   | Match amical                                                               |
| 11 | 7 mars 1988       | Riyad         | Bahreïn - Oman | 2-0   | Coupe du Golfe des nations 1988 (en)                                       |
| 12 | 1er mars 1990     | Koweït        | Bahreïn - Oman | 0-0   | Coupe du Golfe des nations 1990 (en)                                       |
| 13 | 7 décembre 1992   | Doha          | Bahreïn - Oman | 3-0   | Coupe du Golfe des nations 1992 (en)                                       |
| 14 | 6 novembre 1994   | Abou Dabi     | Bahreïn - Oman | 1-1   | Coupe du Golfe des nations 1994 (en)                                       |
| 15 | 3 juin 1996       | Mascate       | Oman - Bahreïn | 3-0   | Match amical                                                               |
| 16 | 28 octobre 1996   | Mascate       | Oman - Bahreïn | 1-1   | Coupe du Golfe des nations 1996 (en)                                       |
| 17 | 6 mars 1997       | Muharraq      | Bahreïn - Oman | 1-0   | Match amical                                                               |
| 18 | 12 novembre 1998  | Manama        | Bahreïn - Oman | 2-2   | Coupe du Golfe des nations 1998 (en)                                       |
| 19 | 21 novembre 2000  | Mascate       | Oman - Bahreïn | 2-1   | Match amical                                                               |
| 20 | 16 avril 2001     | Riffa         | Bahreïn - Oman | 0-1   | Match amical                                                               |
| 21 | 13 décembre 2001  | Riffa         | Bahreïn - Oman | 2-2   | Match amical                                                               |
| 22 | 29 janvier 2002   | Riyad         | Bahreïn - Oman | 1-1   | Coupe du Golfe des nations 2002 (en)                                       |
| 23 | 10 septembre 2003 | Mascate       | Oman - Bahreïn | 1-0   | Match amical                                                               |
| 24 | 3 janvier 2004    | Koweït        | Oman - Bahreïn | 0-1   | Coupe du Golfe des nations 2003 (en)                                       |
| 25 | 20 décembre 2004  | Doha          | Oman - Bahreïn | 3-2   | Coupe du Golfe des nations 2004 (en) (demi-finale)                         |
| 26 | 8 novembre 2006   | Mascate       | Oman - Bahreïn | 1-1   | Match amical                                                               |
| 27 | 27 janvier 2007   | Abou Dabi     | Oman - Bahreïn | 1-0   | Coupe du Golfe des nations 2007 (en) (demi-finale)                         |
| 28 | 6 février 2008    | Mascate       | Oman - Bahreïn | 0-1   | Éliminatoires de la Coupe du monde 2010, zone Asie, troisième tour (gr. 2) |
| 29 | 14 juin 2008      | Riffa         | Bahreïn - Oman | 1-1   | Éliminatoires de la Coupe du monde 2010, zone Asie, troisième tour (gr. 2) |
| 30 | 10 janvier 2009   | Mascate       | Oman - Bahreïn | 2-0   | Coupe du Golfe des nations 2009 (gr. A)                                    |
| 31 | 26 septembre 2010 | Amman         | Bahreïn - Oman | 2-0   | Championnat d'Asie de l'Ouest 2010 (gr. A)                                 |
| 32 | 23 novembre 2010  | Aden          | Oman - Bahreïn | 1-1   | Coupe du Golfe des nations 2010 (gr. B)                                    |
| 33 | 10 août 2011      | Dubaï         | Oman - Bahreïn | 1-1   | Match amical                                                               |
| 34 | 20 décembre 2012  | Al Farwaniyah | Oman - Bahreïn | 1-0   | Championnat d'Asie de l'Ouest 2012 (match pour la 3e place)                |
| 35 | 5 janvier 2013    | Riffa         | Bahreïn - Oman | 0-0   | Coupe du Golfe des nations 2013 (gr. A)                                    |
| 36 | 25 décembre 2013  | Doha          | Oman - Bahreïn | 0-0   | Championnat d'Asie de l'Ouest 2014 (gr. B)                                 |
| 37 | 30 mai 2015       | Riffa         | Bahreïn - Oman | 0-0   | Match amical                                                               |
| 38 | 11 octobre 2016   | Mascate       | Oman - Bahreïn | 2-2   | Match amical                                                               |
| 39 | 2 janvier 2018    | Koweït        | Oman - Bahreïn | 1-0   | Coupe du Golfe des nations 2017-18 (en) (demi-finale)                      |
| 40 | 19 novembre 2018  | Mascate       | Oman - Bahreïn | 2-1   | Match amical                                                               |
| 41 | 27 novembre 2019  | Doha          | Oman - Bahreïn | 0-0   | Coupe du Golfe des nations 2019 (en) (gr. B)                               |
| 42 | 6 décembre 2021   | Al Rayyan     | Oman - Bahreïn | 3-0   | Coupe arabe de la FIFA 2021 (gr. A)                                        |

#### Bilan
Au 28 décembre 2022 :
- Total de matchs disputés : 42
- Victoires de Bahreïn : 13
- Matchs nuls : 16
- Victoires d'Oman : 13
- Total de buts marqués par Bahreïn : 46
- Total de buts marqués par Oman : 40

### Ouganda

#### Confrontations
Confrontations entre Bahreïn et l'Ouganda :
|   | Date             | Lieu     | Match             | Score | Compétition  |
| - | ---------------- | -------- | ----------------- | ----- | ------------ |
| 1 | 10 novembre 2010 | Muharraq | Bahreïn - Ouganda | 0-0   | Match amical |
| 2 | 27 janvier 2022  | Riffa    | Bahreïn - Ouganda | 3-1   | Match amical |

#### Bilan
Au 28 décembre 2022 :
- Total de matchs disputés : 2
- Victoires de Bahreïn : 1
- Matchs nuls : 1
- Victoires de l'Ouganda : 0
- Total de buts marqués par Bahreïn : 3
- Total de buts marqués par l'Ouganda : 1

### Ouzbékistan

#### Confrontations
Confrontations entre Bahreïn et l'Ouzbékistan, :
|    | Date             | Lieu      | Match                 | Score           | Compétition                                                         |
| -- | ---------------- | --------- | --------------------- | --------------- | ------------------------------------------------------------------- |
| 1  | 28 juin 2001     | Shah Alam | Ouzbékistan - Bahreïn | 2-0             | Tournoi Merdeka 2001 (en) (demi-finale)                             |
| 2  | 30 juillet 2004  | Chengdu   | Ouzbékistan - Bahreïn | 2-2 (tab : 3-4) | Coupe d'Asie des nations 2004 (quart de finale)                     |
| 3  | 8 octobre 2005   | Tachkent  | Ouzbékistan - Bahreïn | 1-1             | Phase qualificative de la Coupe du monde 2006 (zone Asie, barrage)  |
| 4  | 12 octobre 2005  | Riffa     | Bahreïn - Ouzbékistan | 0-0             | Phase qualificative de la Coupe du monde 2006 (zone Asie, barrage)  |
| 5  | 11 février 2009  | Tachkent  | Ouzbékistan - Bahreïn | 0-1             | Éliminatoires de la Coupe du monde 2010, zone Asie, quatrième tour  |
| 6  | 17 juin 2009     | Riffa     | Bahreïn - Ouzbékistan | 1-0             | Éliminatoires de la Coupe du monde 2010, zone Asie, quatrième tour  |
| 7  | 12 octobre 2010  | Riffa     | Bahreïn - Ouzbékistan | 2-4             | Match amical                                                        |
| 8  | 25 décembre 2010 | Dubaï     | Ouzbékistan - Bahreïn | 1-1             | Match amical                                                        |
| 9  | 10 octobre 2014  | Dubaï     | Ouzbékistan - Bahreïn | 0-0             | Match amical                                                        |
| 10 | 8 octobre 2015   | Riffa     | Bahreïn - Ouzbékistan | 0-4             | Éliminatoires de la Coupe d'Asie des nations 2019 (2e tour - gr. H) |
| 11 | 29 mars 2016     | Tachkent  | Ouzbékistan - Bahreïn | 1-0             | Éliminatoires de la Coupe d'Asie des nations 2019 (2e tour - gr. H) |

#### Bilan
Au 28 décembre 2022 :
- Total de matchs disputés : 11
- Victoires de Bahreïn : 2
- Matchs nuls : 5
- Victoires de l'Ouzbékistan : 4
- Total de buts marqués par Bahreïn : 8
- Total de buts marqués par l'Ouzbékistan : 15

## P

### Pakistan

#### Confrontations
Confrontations entre Bahreïn et le Pakistan :
|   | Date             | Lieu    | Match              | Score | Compétition                     |
| - | ---------------- | ------- | ------------------ | ----- | ------------------------------- |
| 1 | 4 septembre 1974 | Téhéran | Pakistan - Bahreïn | 5-1   | Jeux asiatiques de 1974 (gr. D) |

#### Bilan
Au 28 décembre 2022 :
- Total de matchs disputés : 1
- Victoires de Bahreïn : 0
- Matchs nuls : 0
- Victoires du Pakistan : 1
- Total de buts marqués par Bahreïn : 1
- Total de buts marqués par le Pakistan : 5

### Palestine

#### Confrontations
Confrontations entre Bahreïn et la Palestine :
|   | Date             | Lieu      | Match               | Score | Compétition                     |
| - | ---------------- | --------- | ------------------- | ----- | ------------------------------- |
| 1 | 5 octobre 2002   | Changwon  | Bahreïn - Palestine | 5-0   | Jeux asiatiques de 2002 (gr. D) |
| 2 | 2 septembre 2004 | Muharraq  | Bahreïn - Palestine | 1-0   | Match amical                    |
| 3 | 16 février 2006  | Muharraq  | Bahreïn - Palestine | 0-2   | Match amical                    |
| 4 | 6 décembre 2011  | Muharraq  | Bahreïn - Palestine | 0-1   | Match amical                    |
| 5 | 29 novembre 2012 | Al Wakrah | Palestine - Bahreïn | 0-2   | Match amical                    |
| 6 | 6 juin 2017      | Riffa     | Bahreïn - Palestine | 0-2   | Match amical                    |
| 7 | 22 mars 2018     | Riffa     | Bahreïn - Palestine | 0-0   | Match amical                    |

#### Bilan
Au 28 décembre 2022 :
- Total de matchs disputés : 7
- Victoires de Bahreïn : 3
- Matchs nuls : 1
- Victoires de la Palestine : 3
- Total de buts marqués par Bahreïn : 8
- Total de buts marqués par la Palestine : 5

### Panama

#### Confrontations
Confrontations entre Bahreïn et le Panama :
|   | Date              | Lieu  | Match            | Score | Compétition  |
| - | ----------------- | ----- | ---------------- | ----- | ------------ |
| 1 | 27 octobre 2005   | Riffa | Bahreïn - Panama | 5-0   | Match amical |
| 2 | 27 septembre 2022 | Riffa | Bahreïn - Panama | 0-2   | Match amical |

#### Bilan
Au 28 décembre 2022 :
- Total de matchs disputés : 2
- Victoires de Bahreïn : 1
- Matchs nuls : 0
- Victoires du Panama : 1
- Total de buts marqués par Bahreïn : 5
- Total de buts marqués par le Panama : 2

### Paraguay

#### Confrontations
Confrontations entre Bahreïn et le Paraguay :
|   | Date        | Lieu   | Match              | Score | Compétition  |
| - | ----------- | ------ | ------------------ | ----- | ------------ |
| 1 | 8 mars 1986 | Manama | Bahreïn - Paraguay | 1-2   | Match amical |

#### Bilan
Au 28 décembre 2022 :
- Total de matchs disputés : 1
- Victoires du Paraguay : 1
- Victoires de Bahreïn : 0
- Matchs nuls : 0
- Total de buts marqués par le Paraguay : 2
- Total de buts marqués par Bahreïn : 1

### Philippines

#### Confrontations
Confrontations entre les Philippines et Bahreïn :
|   | Date             | Lieu   | Match                 | Score | Compétition                                                         |
| - | ---------------- | ------ | --------------------- | ----- | ------------------------------------------------------------------- |
| 1 | 12 octobre 2012  | Riffa  | Bahreïn - Philippines | 0-0   | Match amical                                                        |
| 2 | 30 mars 2015     | Riffa  | Bahreïn - Philippines | 2-1   | Match amical                                                        |
| 3 | 7 octobre 2016   | Bocaue | Philippines - Bahreïn | 1-3   | Match amical                                                        |
| 4 | 6 septembre 2018 | Riffa  | Bahreïn - Philippines | 1-1   | Match amical                                                        |
| 5 | 7 octobre 2016   | Bocaue | Philippines - Bahreïn | 2-1   | Éliminatoires de la Coupe d'Asie des nations 2019 (2e tour - gr. H) |
| 6 | 13 octobre 2015  | Riffa  | Bahreïn - Philippines | 2-0   | Éliminatoires de la Coupe d'Asie des nations 2019 (2e tour - gr. H) |

#### Bilan
Au 28 décembre 2022 :
- Total de matchs disputés : 6
- Victoires des Philippines : 1
- Matchs nuls : 2
- Victoires de Bahreïn : 3
- Total de buts marqués par les Philippines : 5
- Total de buts marqués par Bahreïn : 9

## Q

### Qatar

#### Confrontations
Confrontations entre le Qatar et Bahreïn :
|    | Date              | Lieu         | Match           | Score           | Compétition                                                           |
| -- | ----------------- | ------------ | --------------- | --------------- | --------------------------------------------------------------------- |
| 1  | 27 mars 1970      | Madinat 'Isa | Bahreïn - Qatar | 2-1             | Coupe du Golfe des nations 1970 (en)                                  |
| 2  | 21 mars 1972      | Riyad        | Bahreïn - Qatar | 6-2             | Coupe du Golfe des nations 1972 (en)                                  |
| 3  | 10 avril 1976     | Doha         | Qatar - Bahreïn | 3-0             | Coupe du Golfe des nations 1976 (en)                                  |
| 4  | 13 mars 1977      | Doha         | Qatar - Bahreïn | 2-0             | Tours préliminaires à la Coupe du monde 1978 (Groupe Asie 4)          |
| 5  | 19 mars 1977      | Doha         | Qatar - Bahreïn | 0-3             | Tours préliminaires à la Coupe du monde 1978 (Groupe Asie 4)          |
| 6  | 6 avril 1979      | Bagdad       | Bahreïn - Qatar | 1-1             | Coupe du Golfe des nations 1979 (en)                                  |
| 7  | 22 mars 1981      | Riyad        | Qatar - Bahreïn | 3-0             | Tours préliminaires à la Coupe du monde 1982 (Zone Asie - gr. 2)      |
| 8  | 31 mars 1982      | Abou Dabi    | Bahreïn - Qatar | 1-0             | Coupe du Golfe des nations 1982 (en)                                  |
| 9  | 22 mars 1984      | Mascate      | Bahreïn - Qatar | 1-1             | Coupe du Golfe des nations 1984 (en)                                  |
| 10 | 10 juillet 1985   | Taëf         | Bahreïn - Qatar | 1-1 (tab : 4-2) | Coupe arabe des nations 1985 (demi-finale)                            |
| 11 | 29 mars 1986      | Manama       | Bahreïn - Qatar | 0-0             | Coupe du Golfe des nations 1986 (en)                                  |
| 12 | 16 mars 1988      | Riyad        | Bahreïn - Qatar | 1-0             | Coupe du Golfe des nations 1988 (en)                                  |
| 13 | 23 février 1990   | Koweït       | Bahreïn - Qatar | 0-0             | Coupe du Golfe des nations 1990 (en)                                  |
| 14 | 30 novembre 1992  | Doha         | Qatar - Bahreïn | 1-0             | Coupe du Golfe des nations 1992 (en)                                  |
| 15 | 15 novembre 1994  | Abou Dabi    | Bahreïn - Qatar | 1-1             | Coupe du Golfe des nations 1994 (en)                                  |
| 16 | 25 octobre 1996   | Mascate      | Qatar - Bahreïn | 2-1             | Coupe du Golfe des nations 1996 (en)                                  |
| 17 | 8 novembre 1998   | Manama       | Bahreïn - Qatar | 0-0             | Coupe du Golfe des nations 1998 (en)                                  |
| 18 | 22 mars 2000      | Charjah      | Bahreïn - Qatar | 1-0             | Match amical                                                          |
| 19 | 10 août 2001      | Doha         | Qatar - Bahreïn | 1-1             | Match amical                                                          |
| 20 | 5 octobre 2001    | Manama       | Bahreïn - Qatar | 1-0             | Match amical                                                          |
| 21 | 17 janvier 2002   | Riyad        | Qatar - Bahreïn | 1-0             | Coupe du Golfe des nations 2002 (en)                                  |
| 22 | 27 décembre 2003  | Koweït       | Bahreïn - Qatar | 0-0             | Coupe du Golfe des nations 2003 (en)                                  |
| 23 | 13 février 2004   | Doha         | Qatar - Bahreïn | 2-0             | Match amical                                                          |
| 24 | 21 juillet 2004   | Pékin        | Bahreïn - Qatar | 1-1             | Coupe d'Asie des nations 2004 (gr. A)                                 |
| 25 | 24 janvier 2007   | Abou Dabi    | Bahreïn - Qatar | 2-1             | Coupe du Golfe des nations 2007 (en) (gr. A)                          |
| 26 | 4 mars 2008       | Doha         | Qatar - Bahreïn | 1-2             | Match amical                                                          |
| 27 | 10 septembre 2008 | Doha         | Qatar - Bahreïn | 1-1             | Éliminatoires de la Coupe du monde 2010, zone Asie, quatrième tour    |
| 28 | 1er avril 2009    | Manama       | Bahreïn - Qatar | 1-0             | Éliminatoires de la Coupe du monde 2010, zone Asie, quatrième tour    |
| 29 | 3 septembre 2010  | Doha         | Qatar - Bahreïn | 1-1             | Match amical                                                          |
| 30 | 2 septembre 2011  | Manama       | Bahreïn - Qatar | 0-0             | Éliminatoires de la Coupe du monde 2014 : zone Asie (3e tour - gr. E) |
| 31 | 15 novembre 2011  | Doha         | Qatar - Bahreïn | 0-0             | Éliminatoires de la Coupe du monde 2014 : zone Asie (3e tour - gr. E) |
| 32 | 10 décembre 2011  | Doha         | Qatar - Bahreïn | 2-2             | Jeux panarabes de 2011                                                |
| 33 | 11 janvier 2013   | Riffa        | Bahreïn - Qatar | 1-0             | Coupe du Golfe des nations 2013 (gr. A)                               |
| 34 | 22 mars 2013      | Riffa        | Bahreïn - Qatar | 1-0             | Éliminatoires de la Coupe d'Asie des nations 2015 (gr. D)             |
| 35 | 21 décembre 2013  | Al Rayyan    | Qatar - Bahreïn | 1-1             | Match amical                                                          |
| 36 | 5 mars 2014       | Doha         | Qatar - Bahreïn | 0-0             | Éliminatoires de la Coupe d'Asie des nations 2015 (gr. D)             |
| 37 | 19 novembre 2014  | Riyad        | Bahreïn - Qatar | 0-0             | Coupe du Golfe des nations 2014 (gr. A)                               |
| 38 | 19 janvier 2015   | Sydney       | Qatar - Bahreïn | 1-2             | Coupe d'Asie des nations 2015 (gr. C)                                 |
| 39 | 29 décembre 2017  | Koweït       | Qatar - Bahreïn | 1-1             | Coupe du Golfe des nations 2017-18 (en) (gr. B)                       |
| 40 | 30 novembre 2021  | Al-Khor      | Qatar - Bahreïn | 1-0             | Coupe arabe de la FIFA 2021 (gr. A)                                   |
| 41 | 10 janvier 2023   | Bassorah     | Qatar - Bahreïn |                 | Coupe du Golfe des nations 2023 (gr. B)                               |

#### Bilan
Au 28 décembre 2022 :
- Total de matchs disputés : 40
- Victoires du Qatar : 8
- Matchs nuls : 19
- Victoires de Bahreïn : 13
- Total de buts marqués par le Qatar : 33
- Total de buts marqués par Bahreïn : 37

## R

### République démocratique du Congo

#### Confrontations
Confrontations entre Bahreïn et la république démocratique du Congo :
|   | Date             | Lieu  | Match                                      | Score | Compétition  |
| - | ---------------- | ----- | ------------------------------------------ | ----- | ------------ |
| 1 | 1er février 2022 | Riffa | Bahreïn - République démocratique du Congo | 1-0   | Match amical |

#### Bilan
Au 28 décembre 2022 :
- Total de matchs disputés : 1
- Victoires de Bahreïn : 1
- Matchs nuls : 0
- Victoires de la république démocratique du Congo : 0
- Total de buts marqués par Bahreïn : 1
- Total de buts marqués par la république démocratique du Congo : 0

## S

### Serbie

#### Confrontations
Confrontations entre Bahreïn et la Serbie :
|   | Date             | Lieu     | Match            | Score | Compétition  |
| - | ---------------- | -------- | ---------------- | ----- | ------------ |
| 1 | 18 novembre 2022 | Muharraq | Bahreïn - Serbie | 1-5   | Match amical |

#### Bilan
Au 28 décembre 2022 :
- Total de matchs disputés : 1
- Victoires de Bahreïn : 0
- Matchs nuls : 0
- Victoires de la Serbie : 1
- Total de buts marqués par Bahreïn : 1
- Total de buts marqués par la Serbie : 5

### Singapour

#### Confrontations
Confrontations entre Bahreïn et Singapour, :
|    | Date               | Lieu      | Match               | Score | Compétition                                                              |
| -- | ------------------ | --------- | ------------------- | ----- | ------------------------------------------------------------------------ |
| 1  | 17 janvier 1982    | Singapour | Singapour - Bahreïn | 2-0   | Match amical                                                             |
| 2  | 9 février 2001     | Singapour | Singapour - Bahreïn | 1-2   | Tour préliminaire à la Coupe du monde 2002 (zone Asie, 1er tour)         |
| 3  | 24 février 2001    | Koweït    | Bahreïn - Singapour | 2-0   | Tour préliminaire à la Coupe du monde 2002 (zone Asie, 1er tour)         |
| 4  | 4 octobre 2007     | Riffa     | Bahreïn - Singapour | 3-1   | Match amical                                                             |
| 5  | 28 mai 2008        | Singapour | Singapour - Bahreïn | 0-1   | Match amical                                                             |
| 6  | 1er février 2013   | Riffa     | Bahreïn - Singapour | 3-1   | Match amical                                                             |
| 7  | 7 novembre 2014    | Riffa     | Bahreïn - Singapour | 2-0   | Match amical                                                             |
| 8  | 1er septembre 2016 | Riffa     | Bahreïn - Singapour | 3-1   | Match amical                                                             |
| 9  | 28 mars 2017       | Riffa     | Bahreïn - Singapour | 0-0   | Éliminatoires de la Coupe d'Asie des nations 2019 (en) (3e tour - gr. E) |
| 10 | 14 novembre 2017   | Singapour | Singapour - Bahreïn | 0-3   | Éliminatoires de la Coupe d'Asie des nations 2019 (en) (3e tour - gr. E) |

#### Bilan
Au 28 décembre 2022 :
- Total de matchs disputés : 10
- Victoires de Bahreïn : 8
- Matchs nuls : 1
- Victoires de Singapour : 1
- Total de buts marqués par Bahreïn : 19
- Total de buts marqués par Singapour : 6

### Soudan

#### Confrontations
Confrontations entre Bahreïn et le Soudan :
|   | Date              | Lieu  | Match            | Score | Compétition                     |
| - | ----------------- | ----- | ---------------- | ----- | ------------------------------- |
| 1 | 12 septembre 1979 | Daegu | Bahreïn - Soudan | 1-0   | Coupe du Président 1979 (gr. A) |
| 2 | 3 octobre 1998    | Riffa | Bahreïn - Soudan | 2-3   | Match amical                    |
| 3 | 26 août 2011      | Riffa | Bahreïn - Soudan | 1-0   | Match amical                    |

#### Bilan
Au 28 décembre 2022 :
- Total de matchs disputés : 3
- Victoires de Bahreïn : 2
- Matchs nuls : 0
- Victoires du Soudan : 1
- Total de buts marqués par Bahreïn : 4
- Total de buts marqués par le Soudan : 3

### Sri Lanka

#### Confrontations
Confrontations entre Bahreïn et le Sri Lanka :
|   | Date              | Lieu   | Match               | Score | Compétition                                                               |
| - | ----------------- | ------ | ------------------- | ----- | ------------------------------------------------------------------------- |
| 1 | 20 décembre 1971  | Koweït | Bahreïn - Ceylan    | 3-0   | Tour préliminaire à la Coupe d'Asie des nations 1972 (gr. Moyen-Orient A) |
| 2 | 10 septembre 1979 | Séoul  | Bahreïn - Sri Lanka | 1-0   | Coupe du Président 1979 (gr. A)                                           |

#### Bilan
Au 28 décembre 2022 :
- Total de matchs disputés : 2
- Victoires de Bahreïn : 2
- Matchs nuls : 0
- Victoires du Sri Lanka : 0
- Total de buts marqués par Bahreïn : 4
- Total de buts marqués par le Sri Lanka : 0

### Syrie

#### Confrontations
Confrontations entre Bahreïn et la Syrie :
|    | Date              | Lieu         | Match           | Score           | Compétition                                                                       |
| -- | ----------------- | ------------ | --------------- | --------------- | --------------------------------------------------------------------------------- |
| 1  | 11 janvier 1979   | Abou Dabi    | Syrie - Bahreïn | 1-0             | Tour préliminaire à la Coupe d'Asie des nations 1980 (gr. 1)                      |
| 2  | 19 mars 1981      | Riyad        | Syrie - Bahreïn | 0-1             | Tours préliminaires à la Coupe du monde 1982 (Zone Asie - gr. 2)                  |
| 3  | 6 septembre 1985  | Manama       | Bahreïn - Syrie | 1-1             | Tours préliminaires à la Coupe du monde 1986 (Zone Asie - Moyen-Orient - 2e tour) |
| 4  | 6 septembre 1985  | Damas        | Syrie - Bahreïn | 1-0             | Tours préliminaires à la Coupe du monde 1986 (Zone Asie - Moyen-Orient - 2e tour) |
| 5  | 12 juillet 1988   | Amman        | Syrie - Bahreïn | 2-1             | Coupe arabe des nations 1988 (gr. B)                                              |
| 6  | 11 décembre 1988  | Doha         | Syrie - Bahreïn | 1-0             | Coupe d'Asie des nations 1988 (gr. 2)                                             |
| 7  | 18 septembre 1998 | Riffa        | Bahreïn - Syrie | 2-0             | Match amical                                                                      |
| 8  | 31 mars 2000      | Alep         | Syrie - Bahreïn | 1-0             | Tour préliminaire à la Coupe d'Asie des nations 2000 (gr. 2)                      |
| 9  | 13 avril 2000     | Téhéran      | Bahreïn - Syrie | 0-1             | Tour préliminaire à la Coupe d'Asie des nations 2000 (gr. 2)                      |
| 10 | 9 août 2000       | Lattaquié    | Syrie - Bahreïn | 1-0             | Match amical                                                                      |
| 11 | 9 décembre 2002   | Riffa        | Bahreïn - Syrie | 2-3             | Match amical                                                                      |
| 12 | 19 décembre 2002  | Koweït       | Bahreïn - Syrie | 2-0             | Coupe arabe des nations 2002 (gr. B)                                              |
| 13 | 18 février 2004   | Muharraq     | Bahreïn - Syrie | 2-1             | Phase qualificative de la Coupe du monde 2006 (zone Asie, 2e tour)                |
| 14 | 13 octobre 2004   | Damas        | Bahreïn - Syrie | 2-2             | Phase qualificative de la Coupe du monde 2006 (zone Asie, 2e tour)                |
| 15 | 30 janvier 2006   | Riffa        | Bahreïn - Syrie | 1-1             | Match amical                                                                      |
| 16 | 23 janvier 2008   | Riffa        | Bahreïn - Syrie | 1-2             | Match amical                                                                      |
| 17 | 29 décembre 2008  | Riffa        | Bahreïn - Syrie | 2-2             | Match amical                                                                      |
| 18 | 14 novembre 2010  | Riffa        | Bahreïn - Syrie | 0-2             | Match amical                                                                      |
| 19 | 18 décembre 2012  | Koweït       | Bahreïn - Syrie | 1-1 (tab : 2-3) | Championnat d'Asie de l'Ouest 2012 (demi-finale)                                  |
| 20 | 11 octobre 2018   | Riffa        | Bahreïn - Syrie | 0-1             | Match amical                                                                      |
| 21 | 25 mars 2021      | Madinat 'Isa | Bahreïn - Syrie | 3-1             | Match amical                                                                      |

#### Bilan
Au 28 décembre 2022 :
- Total de matchs disputés : 21
- Victoires de Bahreïn : 5
- Matchs nuls : 5
- Victoires de la Syrie : 11
- Total de buts marqués par Bahreïn : 21
- Total de buts marqués par la Syrie : 25

## T

### Tadjikistan

#### Confrontations
Confrontations entre Bahreïn et le Tadjikistan :
|   | Date             | Lieu      | Match                 | Score | Compétition                                                        |
| - | ---------------- | --------- | --------------------- | ----- | ------------------------------------------------------------------ |
| 1 | 31 mars 2004     | Douchanbé | Tadjikistan - Bahreïn | 0-0   | Phase qualificative de la Coupe du monde 2006 (zone Asie, 2e tour) |
| 2 | 17 novembre 2004 | Riffa     | Bahreïn - Tadjikistan | 4-0   | Phase qualificative de la Coupe du monde 2006 (zone Asie, 2e tour) |
| 3 | 23 mars 2017     | Riffa     | Bahreïn - Tadjikistan | 1-1   | Match amical                                                       |
| 4 | 20 décembre 2018 | Riffa     | Bahreïn - Tadjikistan | 5-0   | Match amical                                                       |
| 5 | 7 novembre 2020  | Dubaï     | Bahreïn - Tadjikistan | 1-0   | Match amical                                                       |

#### Bilan
Au 28 décembre 2022 :
- Total de matchs disputés : 3
- Victoires de Bahreïn : 2
- Matchs nuls : 0
- Victoires du Tadjikistan : 1
- Total de buts marqués par Bahreïn : 4
- Total de buts marqués par le Tadjikistan : 3

### Taïwan

#### Confrontations
Confrontations entre Bahreïn et Taïwan, :
|   | Date              | Lieu   | Match            | Score | Compétition                                                              |
| - | ----------------- | ------ | ---------------- | ----- | ------------------------------------------------------------------------ |
| 1 | 14 septembre 1986 | Taipei | Taïwan - Bahreïn | 1-1   | Match amical                                                             |
| 2 | 16 septembre 1986 | Taipei | Taïwan - Bahreïn | 0-1   | Match amical                                                             |
| 3 | 5 septembre 2017  | Riffa  | Bahreïn - Taïwan | 5-0   | Éliminatoires de la Coupe d'Asie des nations 2019 (en) (3e tour - gr. E) |
| 4 | 10 octobre 2017   | Taipei | Taïwan - Bahreïn | 2-1   | Éliminatoires de la Coupe d'Asie des nations 2019 (en) (3e tour - gr. E) |

#### Bilan
Au 28 décembre 2022 :
- Total de matchs disputés : 4
- Victoires de Bahreïn : 2
- Matchs nuls : 1
- Victoires de Taïwan : 1
- Total de buts marqués par Bahreïn : 8
- Total de buts marqués par Taïwan : 3

### Tchad

#### Confrontations
Confrontations entre Bahreïn et le Tchad :
|   | Date              | Lieu    | Match           | Score | Compétition  |
| - | ----------------- | ------- | --------------- | ----- | ------------ |
| 1 | 25 septembre 1997 | Tripoli | Tchad - Bahreïn | 1-1   | Match amical |

#### Bilan
Au 28 décembre 2022 :
- Total de matchs disputés : 1
- Victoires de Bahreïn : 0
- Matchs nuls : 1
- Victoires du Tchad : 0
- Total de buts marqués par Bahreïn : 1
- Total de buts marqués par le Tchad : 1

### Thaïlande

#### Confrontations
Confrontations entre Bahreïn et la Thaïlande :
|    | Date             | Lieu       | Match               | Score | Compétition                                                                |
| -- | ---------------- | ---------- | ------------------- | ----- | -------------------------------------------------------------------------- |
| 1  | 6 septembre 2001 | Riffa      | Bahreïn - Thaïlande | 1-1   | Tour préliminaire à la Coupe du monde 2002 (zone Asie, 2e tour)            |
| 2  | 16 octobre 2001  | Bangkok    | Thaïlande - Bahreïn | 1-1   | Tour préliminaire à la Coupe du monde 2002 (zone Asie, 2e tour)            |
| 3  | 5 juillet 2004   | Bangkok    | Thaïlande - Bahreïn | 0-2   | Match amical                                                               |
| 4  | 2 juin 2008      | Bangkok    | Thaïlande - Bahreïn | 2-3   | Éliminatoires de la Coupe du monde 2010, zone Asie, troisième tour (gr. 2) |
| 5  | 7 juin 2008      | Riffa      | Bahreïn - Thaïlande | 1-1   | Éliminatoires de la Coupe du monde 2010, zone Asie, troisième tour (gr. 2) |
| 6  | 10 octobre 2013  | Bangkok    | Thaïlande - Bahreïn | 1-0   | Match amical                                                               |
| 7  | 5 juin 2015      | Bangkok    | Thaïlande - Bahreïn | 1-1   | Match amical                                                               |
| 8  | 10 janvier 2019  | Dubaï      | Bahreïn - Thaïlande | 0-1   | Coupe d'Asie des Nations 2019 (gr. A)                                      |
| 9  | 24 mai 2022      | Thanyaburi | Thaïlande - Bahreïn | 3-1   | Match amical                                                               |
| 10 | 31 mai 2022      | Thanyaburi | Thaïlande - Bahreïn | 1-2   | Match amical                                                               |

#### Bilan
Au 28 décembre 2022 :
- Total de matchs disputés : 10
- Victoires de Bahreïn : 3
- Matchs nuls : 4
- Victoires de la Thaïlande : 3
- Total de buts marqués par Bahreïn : 12
- Total de buts marqués par la Thaïlande : 12

### Togo

#### Confrontations
Confrontations entre Bahreïn et le Togo :
|   | Date            | Lieu  | Match          | Score | Compétition  |
| - | --------------- | ----- | -------------- | ----- | ------------ |
| 1 | 6 novembre 2009 | Riffa | Bahreïn - Togo | 5-1   | Match amical |

#### Bilan
Au 28 décembre 2022 :
- Total de matchs disputés : 1
- Victoires de Bahreïn : 1
- Matchs nuls : 0
- Victoires du Togo : 0
- Total de buts marqués par Bahreïn : 5
- Total de buts marqués par le Togo : 1

### Trinité-et-Tobago

#### Confrontations
Confrontations entre Bahreïn et Trinité-et-Tobago :
|   | Date             | Lieu           | Match                       | Score | Compétition                                                              |
| - | ---------------- | -------------- | --------------------------- | ----- | ------------------------------------------------------------------------ |
| 1 | 12 novembre 2005 | Port-d'Espagne | Trinité-et-Tobago - Bahreïn | 1-1   | Phase qualificative de la Coupe du monde 2006 (barrage intercontinental) |
| 2 | 16 novembre 2005 | Riffa          | Bahreïn - Trinité-et-Tobago | 0-1   | Phase qualificative de la Coupe du monde 2006 (barrage intercontinental) |

#### Bilan
Au 28 décembre 2022 :
- Total de matchs disputés : 2
- Victoires de Bahreïn : 0
- Matchs nuls : 1
- Victoires de Trinité-et-Tobago : 1
- Total de buts marqués par Bahreïn : 1
- Total de buts marqués par Trinité-et-Tobago : 2

### Tunisie

#### Confrontations
Confrontations entre Bahreïn et la Tunisie :
|   | Date            | Lieu  | Match             | Score | Compétition  |
| - | --------------- | ----- | ----------------- | ----- | ------------ |
| 1 | 5 mars 1981     | Riffa | Bahreïn - Tunisie | 0-3   | Match amical |
| 2 | 19 février 1988 | Riffa | Bahreïn - Tunisie | 1-0   | Match amical |

#### Bilan
Au 28 décembre 2022 :
- Total de matchs disputés : 2
- Victoires de Bahreïn : 1
- Matchs nuls : 0
- Victoires de la Tunisie : 1
- Total de buts marqués par Bahreïn : 1
- Total de buts marqués par la Tunisie : 3

### Turkménistan

#### Confrontations
Confrontations entre Bahreïn et le Turkménistan :
|   | Date           | Lieu         | Match                  | Score | Compétition                                                              |
| - | -------------- | ------------ | ---------------------- | ----- | ------------------------------------------------------------------------ |
| 1 | 9 octobre 1994 | Hiroshima    | Bahreïn - Turkménistan | 2-2   | Jeux asiatiques de 1994 (gr. A)                                          |
| 2 | 3 août 2005    | Riffa        | Bahreïn - Turkménistan | 5-0   | Match amical                                                             |
| 3 | 13 juin 2017   | Daşoguz      | Turkménistan - Bahreïn | 1-2   | Éliminatoires de la Coupe d'Asie des nations 2019 (en) (3e tour - gr. E) |
| 4 | 27 mars 2018   | Riffa        | Bahreïn - Turkménistan | 4-0   | Éliminatoires de la Coupe d'Asie des nations 2019 (en) (3e tour - gr. E) |
| 5 | 14 juin 2022   | Kuala Lumpur | Bahreïn - Turkménistan | 1-0   | Éliminatoires de la Coupe d'Asie des nations 2023 (3e tour - gr. E)      |

#### Bilan
Au 28 décembre 2022 :
- Total de matchs disputés : 5
- Victoires de Bahreïn : 4
- Matchs nuls : 1
- Victoires du Turkménistan : 0
- Total de buts marqués par Bahreïn : 14
- Total de buts marqués par le Turkménistan : 3

## U

### Ukraine

#### Confrontations
Confrontations entre Bahreïn et l'Ukraine :
|   | Date        | Lieu    | Match             | Score | Compétition  |
| - | ----------- | ------- | ----------------- | ----- | ------------ |
| 1 | 23 mai 2021 | Kharkiv | Ukraine - Bahreïn | 1-1   | Match amical |

#### Bilan
Au 28 décembre 2022 :
- Total de matchs disputés : 1
- Victoires de Bahreïn : 0
- Matchs nuls : 1
- Victoires de l'Ukraine : 0
- Total de buts marqués par Bahreïn : 1
- Total de buts marqués par l'Ukraine : 1

## V

### Viêt Nam

#### Confrontations
Confrontations entre Bahreïn et le Viêt Nam :
|   | Date         | Lieu  | Match              | Score | Compétition  |
| - | ------------ | ----- | ------------------ | ----- | ------------ |
| 1 | 30 juin 2007 | Hanoï | Viêt Nam - Bahreïn | 5-3   | Match amical |

#### Bilan
Au 28 décembre 2022 :
- Total de matchs disputés : 1
- Victoires de Bahreïn : 0
- Matchs nuls : 0
- Victoires du Viêt Nam : 1
- Total de buts marqués par Bahreïn : 3
- Total de buts marqués par le Viêt Nam : 5

## Y

### Yémen

#### Confrontations
Confrontations entre Bahreïn et le Yémen :
|    | Date             | Lieu          | Match           | Score | Compétition                                                              |
| -- | ---------------- | ------------- | --------------- | ----- | ------------------------------------------------------------------------ |
| 1  | 1er octobre 1994 | Hiroshima     | Bahreïn - Yémen | 2-0   | Jeux asiatiques de 1994 (gr. A)                                          |
| 2  | 21 décembre 2002 | Koweït        | Bahreïn - Yémen | 3-1   | Coupe arabe des nations 2002 (gr. B)                                     |
| 3  | 30 décembre 2003 | Koweït        | Bahreïn - Yémen | 5-1   | Coupe du Golfe des nations 2003 (en)                                     |
| 4  | 11 décembre 2004 | Doha          | Bahreïn - Yémen | 1-1   | Coupe du Golfe des nations 2004 (en) (gr. B)                             |
| 5  | 12 janvier 2007  | Dubaï         | Bahreïn - Yémen | 4-0   | Match amical                                                             |
| 6  | 26 janvier 2008  | Riffa         | Bahreïn - Yémen | 2-1   | Match amical                                                             |
| 7  | 18 novembre 2009 | Riffa         | Bahreïn - Yémen | 4-0   | Éliminatoires de la Coupe d'Asie des nations 2011 (gr. A)                |
| 8  | 20 janvier 2010  | Sanaa         | Yémen - Bahreïn | 3-0   | Éliminatoires de la Coupe d'Asie des nations 2011 (gr. A)                |
| 9  | 26 juin 2012     | Djeddah       | Bahreïn - Yémen | 0-2   | Coupe arabe des nations 2012 (gr. B)                                     |
| 10 | 9 décembre 2012  | Al Farwaniyah | Bahreïn - Yémen | 1-0   | Championnat d'Asie de l'Ouest 2012 (gr. B)                               |
| 11 | 13 novembre 2014 | Riyad         | Yémen - Bahreïn | 0-0   | Coupe du Golfe des nations 2014 (gr. A)                                  |
| 12 | 6 février 2013   | Charjah       | Yémen - Bahreïn | 0-2   | Éliminatoires de la Coupe d'Asie des nations 2015 (gr. D)                |
| 13 | 19 novembre 2013 | Riffa         | Bahreïn - Yémen | 2-0   | Éliminatoires de la Coupe d'Asie des nations 2015 (gr. D)                |
| 14 | 26 décembre 2017 | Koweït        | Yémen - Bahreïn | 0-1   | Coupe du Golfe des nations 2017-18 (en) (gr. B)                          |
| 15 | 8 septembre 2015 | Doha          | Yémen - Bahreïn | 0-4   | Éliminatoires de la Coupe d'Asie des nations 2019 (en) (2e tour - gr. H) |
| 16 | 24 mars 2016     | Riffa         | Bahreïn - Yémen | 3-0   | Éliminatoires de la Coupe d'Asie des nations 2019 (en) (2e tour - gr. H) |

#### Bilan
Au 28 décembre 2022 :
- Total de matchs disputés : 16
- Victoires de Bahreïn : 12
- Matchs nuls : 2
- Victoires du Yémen : 2
- Total de buts marqués par Bahreïn : 34
- Total de buts marqués par le Yémen : 9

### Yémen du Sud

#### Confrontations
Confrontations entre Bahreïn et le Yémen du Sud :
|   | Date          | Lieu    | Match                  | Score | Compétition                                                                        |
| - | ------------- | ------- | ---------------------- | ----- | ---------------------------------------------------------------------------------- |
| 1 | 29 mars 1985  | Aden    | Yémen du Sud - Bahreïn | 1-4   | Tours préliminaires à la Coupe du monde 1986 (Zone Asie - Moyen-Orient - 1er tour) |
| 2 | 12 avril 1985 | Riffa   | Bahreïn - Yémen du Sud | 3-3   | Tours préliminaires à la Coupe du monde 1986 (Zone Asie - Moyen-Orient - 1er tour) |
| 3 | 22 juin 1988  | Jakarta | Bahreïn - Yémen du Sud | 2-0   | Tour préliminaire à la Coupe d'Asie des nations 1988 (gr. 4)                       |

#### Bilan
- Total de matchs disputés : 3
- Victoires de Bahreïn : 2
- Matchs nuls : 1
- Victoires du Yémen du Sud : 0
- Total de buts marqués par Bahreïn : 9
- Total de buts marqués par le Yémen du Sud : 4

## Z

### Zimbabwe

#### Confrontations
Confrontations entre Bahreïn et le Zimbabwe :
|   | Date         | Lieu  | Match              | Score | Compétition  |
| - | ------------ | ----- | ------------------ | ----- | ------------ |
| 1 | 23 mars 2009 | Riffa | Bahreïn - Zimbabwe | 5-2   | Match amical |

#### Bilan
Au 28 décembre 2022 :
- Total de matchs disputés : 1
- Victoires de Bahreïn : 1
- Matchs nuls : 0
- Victoires du Zimbabwe : 0
- Total de buts marqués par Bahreïn : 5
- Total de buts marqués par le Zimbabwe : 2